# ¿Volverías con tu ex?
¿Volverías con tu ex? fue un programa de telerrealidad chileno producido y transmitido por Mega, donde 24 participantes (13 exparejas, tanto famosos como desconocidos) inicialmente entraron a la producción, quedando aislados en un lugar en Calera de Tango, al sur de Santiago de Chile. La premisa del concurso consiste reunir a exparejas, donde los participantes se verán enfrentados a dos posibilidades: ir por una segunda oportunidad o elegir el camino de la “dulce” venganza. Además los participantes competirán cada semana para no ser eliminados y así ganar un gran premio final.
El ingreso de los participantes al concurso fue el 12 de enero de 2016 y el programa se estrenó 7 días después, el 19 de enero de 2016. Ubicado en Calera de Tango, el reality comienza con 12 exparejas. Los participantes deben competir en desafíos que ponen a prueba sus propias habilidades y su compatibilidad como un equipo.

## Producción

Calera de Tango en donde se filma el programa.

El programa se estrenó el 19 de enero de 2016 por Mega. El centro de operaciones del programa está a una hora de Santiago y, como estrategia, Mega no reveló el lugar para mantener el carácter de aislados. Para realizar el reality el director se inspiró en diversos reality shows y películas, entre ellos sus más recientes proyectos Amor a prueba y Pareja perfecta.

### Casting
El casting para definir a los veinticuatro integrantes de la experiencia comenzó el 17 de julio de 2015, los requisitos eran: tener entre 18 y 40 años e inscribirse junto a su expareja. Los concursantes están divididos en un grupo de personajes conocidos y otro de anónimos, los primeros famosos confirmados para este proyecto fueron: Francisco Huaiquipán y su exesposa Mitzi Bustos. El día 3 de enero se confirmó la participación de Galadriel Gala Caldirola junto a su expareja Marco Ferri (Amor a prueba). El mismo día, se anunció que Camila Recabarren y su expareja Alberto Tatón Púrpura también formarían parte del reality. Al día siguiente, se confirmó la participación de Gemma Collado y su expareja Pascual Fernández, ambos de nacionalidad española. También se anunció que el exchico reality Óscar Garcés y su exnovia Mónica Soto formarían parte del reality. El día 6 de enero se confirmó que la expareja de jóvenes formada en el programa de telerrealidad Diamantes en bruto también formaría parte del programa, refiriéndose a Ingrid Aceitón y Alexander Chiki Bravo. El día jueves 7 de enero se dio a conocer que los exparticipantes y expareja de Amor a prueba, Oriana Marzoli y Tony Spina formarían parte del programa. El día viernes 8 de enero se anunció que Flavia Medina y Joaquín Méndez formarían parte del reality show. Al día siguiente, se confirmó la participación de Angélica Sepúlveda, conocida por sus constantes enfrentamientos con diversos participantes de reality shows de Canal 13. El día domingo 10 de enero se anunció que Yasmín Valdés y su expareja Mariano Brozincevic formarían parte del programa. El día lunes 11 de enero, se confirmó la participación de una nueva expareja: Luis Mateucci y Bárbara Córdoba.

## Equipo del programa
- Presentadores: Claudia Conserva, dirige las competencias en parejas y los duelos de eliminación, mientras que Roberto Artiagoitia lidera los cara a cara.
- Anfitriones:
  - Patricia Maldonado, responsable de las actividades de convivencia.
  - Eugenia Lemos, responsable de las actividades artísticas.[23]
  - Belén Mora, responsable del humor en el programa.
  - Toto Acuña, responsable del humor en el programa.
- Invitados:
  - Karol Dance, invitado en actividades de convivencia y entretención.
  - Krishna Navas, invitada en actividades de entretención.
  - Katherine Salosny, invitada en actividades de convivencia.
  - Manu González, invitado como jurado en actividades artísticas.
  - Adriana Barrientos, invitada como jurado en actividades artísticas.
  - Nicole Gaultier, invitada como jurado en actividades artísticas.
  - Karen Paola, invitada en actividades de entretención.
  - Kike Morande, invitado en actividades de entretención.
  - Pamela Leiva, invitada en actividades de actuación.
  - Lucía López, invitada en actividades de convivencia.
  - Nicole "Luli Love" Moreno, invitada en actividades de convivencia.
  - Karla Constant, invitada en actividades de convivencia.
  - Renata Bravo, invitada en actividades de convivencia.
  - José Luis "Joche" Bibbó, invitado en actividades artísticas.
  - DJ Méndez, invitado en actividades artísticas.
  - Darwin Ruz, invitado en actividades artísticas.
  - Pilar Ruiz, invitada en actividades de actuación.
  - Daniel Valenzuela, invitado como jurado en actividades artísticas.
  - Orietta Grendi (Amanda del Villar), invitada como instructora de los modales y las buenas costumbres.
  - Botota Fox, invitada en actividades artísticas.
  - Yamna Lobos, invitada en actividades de Mi causa.

## Participantes
| Participante                                             | Expareja         | Edad | Resultado final                                     | Resultado anterior                             | Estadía  |
| -------------------------------------------------------- | ---------------- | ---- | --------------------------------------------------- | ---------------------------------------------- | -------- |
| Luis Mateucci Empresario.                                | Bárbara Giuliana | 28   | Ganadores                                           |                                                | 114 días |
| Oriana Marzoli Chica reality y modelo.                   | Tony             | 24   | Ganadores                                           | Expulsada por transgredir reglas               | 104 días |
| Camila Recabarren Modelo y Miss Chile 2012.              | Alberto          | 25   | Finalistas                                          |                                                | 114 días |
| Joaquín Méndez Actor.                                    | Flavia           | 27   | Finalistas                                          | 114 días                                       |          |
| Galadriel Caldirola Influencer.                          | Marco            | 23   | Semifinalistas                                      | 114 días                                       |          |
| Leandro Penna Modelo y actor.                            | Aylén            | 30   | Semifinalistas                                      | 6.° eliminado en duelo de equilibro y destreza | 74 días  |
| Marco Ferri Empresario y modelo.                         | Aylén Galadriel  | 27   | 14.os eliminados en duelo de agilidad y resistencia | Eliminados por decisión de Galadriel Caldirola | 113 días |
| Aylén Milla Modelo y diseñadora.                         | Leandro Marco    | 25   | 14.os eliminados en duelo de agilidad y resistencia | Eliminados por decisión de Galadriel Caldirola | 80 días  |
| Mónica Soto Profesora.                                   | Óscar            | 30   | 13.os eliminados en duelo de destreza y equilibrio  |                                                | 113 días |
| Pascual Fernández Policía en excedencia y chico reality. | Gemma            | 32   | 13.os eliminados en duelo de destreza y equilibrio  |                                                | 113 días |
| Alexander "Chiki" Bravo Garzón.                          | Ingrid           | 25   | 12.os eliminados en duelo de agilidad y fuerza      | 107 días                                       |          |
| Ingrid Aceitón Estudiante y modelo.                      | Alexander        | 23   | 12.os eliminados en duelo de agilidad y fuerza      | 107 días                                       |          |
| Óscar Garcés Actor.                                      | Mónica           | 34   | Eliminado por decisión de Mónica Soto               | 98 días                                        |          |
| Bárbara Córdoba Presentadora de televisión.              | Luis             | 29   | Eliminada por decisión de Luis Mateucci             | 1.ª eliminada en duelo de habilidad            | 49 días  |
| Paula Bolatti Modelo.                                    | Mariano          | 23   | Eliminada por decisión de Joaquín Méndez            |                                                | 49 días  |
| Flavia Medina Chica Playboy.                             | Joaquín          | 29   | 11.os eliminados en duelo de destreza               | 97 días                                        |          |
| Tony Spina Chico reality.                                | Katherina Oriana | 27   | 11.os eliminados en duelo de destreza               | 97 días                                        |          |
| Giuliana Cagna Modelo.                                   | Luis             | 23   | 10.ª eliminada en duelo de agilidad y resistencia   | 70 días                                        |          |
| Pablo Barrios Tarotista.                                 | Carolina Rubí    | 38   | 9.° eliminado en duelo de fuerza y destreza         | 82 días                                        |          |
| Katherina Contreras Actriz y ex chica reality.           | Tony             | 25   | 8.ª eliminada en duelo de agilidad                  | 25 días                                        |          |
| Mariano Brozincevic Modelo.                              | Paula Yasmín     | 35   | 7.os eliminados en duelo de fuerza y equilibrio     | 65 días                                        |          |
| Yasmín Valdés Actriz.                                    | Mariano          | 43   | 7.os eliminados en duelo de fuerza y equilibrio     | 65 días                                        |          |
| Alberto "Tatón" Púrpura Empresario.                      | Camila           | 60   | 5.° eliminado en duelo de fuerza                    | 48 días                                        |          |
| Carolina Bermúdez Productora de eventos y tatuadora.     | Pablo            | 27   | 4.ª eliminada en duelo de fuerza y resistencia      | 6 días                                         |          |
| Camila "Rubí Galusky" Briceño Cesante.                   | Pablo            | 24   | Expulsada por transgredir reglas                    | 34 días                                        |          |
| Mitzi Bustos Empresaria.                                 | Huaiquipán       | 42   | 3.os eliminados en duelo de fuerza y agilidad       | 32 días                                        |          |
| Francisco Huaiquipán Futbolista retirado.                | Mitzi            | 37   | 3.os eliminados en duelo de fuerza y agilidad       | 32 días                                        |          |
| Gemma Collado Maquilladora forense.                      | Pascual          | 23   | 2.ª eliminada en duelo de resistencia               | 25 días                                        |          |
| Angélica Sepúlveda Comerciante y chica reality.          | Francisco        | 34   | Expulsados por transgredir reglas                   | 3 días                                         |          |
| Francisco Toro Empresario y primo de Jorge Valdivia.     | Angélica         | 30   | Expulsados por transgredir reglas                   | 3 días                                         |          |

Notas
1. ↑  Leandro ingresa el día 33, es eliminado el día 56 y reingresa el día 67.
2. ↑  Aylen ingresa el día 33, es eliminada por decisión de Galadriel Caldirola el día 98 y reingresa el mismo día.
3. ↑  Paula ingresa el día 49 como nueva participante.
4. ↑  Giuliana ingresa el día 19 como nueva participante.
5. ↑  Katherina ingresa el día 49 como nueva participante.
6. ↑  Carolina ingresa el día 35 en reemplazo de Rubí.

## Resultados generales
| Participante | Semana    | Semana   | Semana    | Semana    | Semana    | Semana    | Semana    | Semana    | Semana    | Semana    | Semana    | Semana    | Semana    | Semana     | Semana     | Semana     | Etapa Final | Etapa Final |
| Participante | 1         | 2        | 3         | 4         | 5         | 6         | 7         | 8         | 9         | 10        | 11        | 12        | 13        | 14         | 15         | 15         | Semifinal   | Final       |
| ------------ | --------- | -------- | --------- | --------- | --------- | --------- | --------- | --------- | --------- | --------- | --------- | --------- | --------- | ---------- | ---------- | ---------- | ----------- | ----------- |
| Oriana       | Salvada   | Salvada  | Salvada   | Salvada   | Salvada   | Inmune    | Salvada   | Inmune    | Expulsada |           | Salvada   | Nominada  | Salvada   | Salvados   | Salvados   | Finalistas | Primeros    | Ganadores   |
| Luis         | Salvado   | Inmune   | Nominado  | Nominado  | Salvado   | Salvado   | Salvado   | Nominado  | Nominado  | Nominado  | Salvado   | Nominado  | Salvado   | Salvados   | Salvados   | Finalistas | Primeros    | Ganadores   |
| Camila       | Nominada  | Nominada | Salvada   | Inmune    | Nominada  | Salvada   | Nominada  | Salvada   | Inmune    | Salvada   | Inmune    | Salvada   | Salvada   | Finalistas | Finalistas | Finalistas | Segundos    | Segundos    |
| Joaquín      | Salvado   | Salvado  | Inmune    | Salvado   | Salvado   | Salvado   | Salvado   | Salvado   | Inmune    | Salvado   | Inmune    | Salvado   | Salvado   | Finalistas | Finalistas | Finalistas | Segundos    | Segundos    |
| Galadriel    | Inmune    | Salvada  | Salvada   | Salvada   | Salvada   | Salvada   | Inmune    | Salvada   | Salvada   | Salvada   | Salvada   | Salvada   | Salvada   | Salvados   | Salvados   | Finalistas | Eliminados  |             |
| Leandro      |           |          |           |           |           | Nominado  | Nominado  | Eliminado |           | Salvado   | Salvado   | Salvado   | Salvado   | Salvados   | Salvados   | Finalistas | Eliminados  |             |
| Aylén        |           |          |           |           |           | Nominada  | Nominada  | Nominada  | Salvada   | Salvada   | Salvada   | Salvada   | Salvada   | Nominados  | Nominados  | Eliminados |             |             |
| Marco        | Inmune    | Salvado  | Salvado   | Salvado   | Salvado   | Salvado   | Inmune    | Salvado   | Salvado   | Salvado   | Salvado   | Salvado   | Salvado   | Nominados  | Nominados  | Eliminados |             |             |
| Mónica       | Salvada   | Salvada  | Salvada   | Salvada   | Inmune    | Salvada   | Salvada   | Salvada   | Salvada   | Salvada   | Salvada   | Salvada   | Salvada   | Salvados   | Eliminados |            |             |             |
| Pascual      | Salvado   | Nominado | Salvado   | Nominado  | Inmune    | Salvado   | Salvado   | Salvado   | Salvado   | Salvado   | Salvado   | Salvado   | Salvado   | Salvados   | Eliminados |            |             |             |
| Alexander    | Salvado   | Salvado  | Salvado   | Salvado   | Salvado   | Salvado   | Salvado   | Salvado   | Salvado   | Salvado   | Nominado  | Salvado   | Nominado  | Eliminados |            |            |             |             |
| Ingrid       | Salvada   | Salvada  | Salvada   | Salvada   | Salvada   | Salvada   | Salvada   | Salvada   | Salvada   | Salvada   | Nominada  | Salvada   | Nominada  | Eliminados |            |            |             |             |
| Óscar        | Salvado   | Salvado  | Salvado   | Salvado   | Inmune    | Salvado   | Salvado   | Salvado   | Salvado   | Salvado   | Salvado   | Salvado   | Salvado   | Eliminado  |            |            |             |             |
| Bárbara      | Salvada   | Inmune   | Eliminada |           |           |           |           |           |           | Nominada  | Salvada   | Nominada  | Salvada   | Eliminada  |            |            |             |             |
| Paula        |           |          |           |           |           |           |           | Salvada   | Nominada  | Salvada   | Inmune    | Salvada   | Salvada   | Eliminada  |            |            |             |             |
| Flavia       | Salvada   | Salvada  | Inmune    | Salvada   | Salvada   | Salvada   | Salvada   | Salvada   | Inmune    | Nominada  | Nominada  | Nominada  | Eliminada |            |            |            |             |             |
| Tony         | Salvado   | Salvado  | Salvado   | Salvado   | Salvado   | Inmune    | Salvado   | Inmune    | Salvado   | Nominado  | Nominado  | Nominado  | Eliminado |            |            |            |             |             |
| Giuliana     |           |          |           | Nominada  | Salvada   | Salvada   | Salvada   | Nominada  | Nominada  | Nominada  | Salvada   | Eliminada |           |            |            |            |             |             |
| Pablo        | Nominado  | Salvado  | Salvado   | Salvado   | Salvado   | Nominado  | Salvado   | Salvado   | Salvado   | Salvado   | Eliminado |           |           |            |            |            |             |             |
| Katherina    |           |          |           |           |           |           |           | Inmune    | Salvada   | Eliminada |           |           |           |            |            |            |             |             |
| Mariano      | Salvado   | Salvado  | Salvado   | Salvado   | Salvado   | Salvado   | Salvado   | Salvado   | Eliminado |           |           |           |           |            |            |            |             |             |
| Yasmín       | Salvada   | Salvada  | Salvada   | Salvada   | Salvada   | Salvada   | Salvada   | Salvada   | Eliminada |           |           |           |           |            |            |            |             |             |
| Alberto      | Nominado  | Nominado | Salvado   | Inmune    | Nominado  | Salvado   | Eliminado |           |           |           |           |           |           |            |            |            |             |             |
| Carolina     |           |          |           |           |           | Eliminada |           |           |           |           |           |           |           |            |            |            |             |             |
| Rubí         | Nominada  | Salvada  | Salvada   | Salvada   | Salvada   | Expulsada |           |           |           |           |           |           |           |            |            |            |             |             |
| Mitzi        | Salvada   | Salvada  | Nominada  | Salvada   | Eliminada |           |           |           |           |           |           |           |           |            |            |            |             |             |
| Huaiquipán   | Salvado   | Salvado  | Nominado  | Salvado   | Eliminado |           |           |           |           |           |           |           |           |            |            |            |             |             |
| Gemma        | Salvada   | Nominada | Salvada   | Eliminada |           |           |           |           |           |           |           |           |           |            |            |            |             |             |
| Angélica     | Expulsada |          |           |           |           |           |           |           |           |           |           |           |           |            |            |            |             |             |
| Francisco    | Expulsado |          |           |           |           |           |           |           |           |           |           |           |           |            |            |            |             |             |

     El participante gana junto a su expareja la «Competencia de ex» y obtiene la inmunidad.
     El participante pierde junto a su expareja la semana y queda en riesgo, pero no es amenazado.
     El participante pierde junto a su expareja la semana y es amenazado tras perder la «Competencia de ex».
     El participante pierde junto a su expareja la semana y es amenazado tras perder la «Competencia individual».
     Las parejas son las menos votadas por el público de las 3 restantes, por lo que va a la prueba de eliminación previa a la gran final.
     El participante pierde junto a su expareja la semana y posteriormente es amenazado por sus compañeros en la «Asamblea extraordinaria».
     El participante pierde junto a su expareja la semana y posteriormente es amenazado por decisión de la expareja inmune de la semana.
     El participante pierde junto a su expareja la semana y posteriormente es salvado tras ganar la «Competencia de salvación».
     El participante pierde junto a su expareja la semana y posteriormente es salvado por el voto del público.
     La pareja más votada por el público desde el principio de programa pasa directamente a la gran final.
     La pareja es la más votada del público entre las 3 restantes y pasa a la gran final.
     El participante es eliminado en la semifinal.
     El participante es enviado automáticamente al duelo de eliminación, debido a la lesión de uno de los integrantes de la expareja.
     El participante es descalificado de la competencia por hacer trampa y es amenazado.
     El participante es eliminado por decisión de un integrante de la expareja a la cual pertenecía.
     El participante es nominado junto a su expareja, pierde el duelo de eliminación y posteriormente es eliminado de la competencia.
     El participante es expulsado de la competencia.

## Parejas, tríos o cuartetos de competencia
| Participante | Semana     | Semana     | Semana     | Semana     | Semana     | Semana    | Semana    | Semana    | Semana    | Semana    | Semana    | Semana    | Semana    | Semana    |
| Participante | 1          | 2          | 3          | 4          | 5          | 6         | 7         | 8         | 9         | 10        | 11        | 12        | 13        | 14-Final  |
| ------------ | ---------- | ---------- | ---------- | ---------- | ---------- | --------- | --------- | --------- | --------- | --------- | --------- | --------- | --------- | --------- |
| Alexander    | Ingrid     | Ingrid     | Ingrid     | Ingrid     | Ingrid     | Ingrid    | Ingrid    | Ingrid    | Ingrid    | Ingrid    | Ingrid    | Ingrid    | Ingrid    | Ingrid    |
| Alexander    | Ingrid     | Ingrid     | Ingrid     | Ingrid     | Ingrid     | Ingrid    | Pablo     |           |           |           |           | Ingrid    | Ingrid    | Ingrid    |
| Aylén        |            |            |            |            |            | Leandro   | Leandro   | Leandro   | Marco     | Marco     | Marco     | Marco     | Marco     | Marco     |
| Aylén        | Leandro    |            |            |            |            | Leandro   | Leandro   | Leandro   |           |           |           |           |           | Marco     |
| Aylén        | Galadriel  |            |            |            |            | Leandro   | Leandro   | Leandro   |           |           |           |           |           | Marco     |
| Camila       | Alberto    | Alberto    | Alberto    | Alberto    | Alberto    | Alberto   | Alberto   | Joaquín   | Joaquín   | Joaquín   | Joaquín   | Joaquín   | Joaquín   | Joaquín   |
| Camila       | Alberto    | Alberto    | Alberto    | Alberto    | Alberto    | Alberto   | Alberto   | Flavia    | Flavia    | Paula     | Paula     | Paula     | Paula     | Joaquín   |
| Galadriel    | Marco      | Marco      | Marco      | Marco      | Marco      | Marco     | Marco     | Marco     | Marco     | Marco     | Marco     | Marco     | Marco     | Leandro   |
| Galadriel    | Marco      | Marco      | Marco      | Marco      | Marco      | Marco     | Marco     | Marco     | Leandro   |           |           |           |           | Leandro   |
| Galadriel    | Marco      | Marco      | Marco      | Marco      | Marco      | Marco     | Marco     | Marco     | Aylén     |           |           |           |           | Leandro   |
| Ingrid       | Alexander  | Alexander  | Alexander  | Alexander  | Alexander  | Alexander | Alexander | Alexander | Alexander | Alexander | Alexander | Alexander | Alexander | Alexander |
| Ingrid       | Alexander  | Alexander  | Alexander  | Alexander  | Alexander  | Alexander | Pablo     |           |           |           |           | Alexander | Alexander | Alexander |
| Joaquín      | Flavia     | Flavia     | Flavia     | Flavia     | Flavia     | Flavia    | Flavia    | Camila    | Camila    | Camila    | Camila    | Camila    | Camila    | Camila    |
| Joaquín      | Flavia     | Flavia     | Flavia     | Flavia     | Flavia     | Flavia    | Flavia    | Flavia    | Flavia    | Paula     | Paula     | Paula     | Paula     | Camila    |
| Leandro      |            |            |            |            |            | Aylén     | Aylén     | Aylén     |           | Aylén     | Aylén     | Aylén     | Aylén     | Galadriel |
| Leandro      | Galadriel  |            |            |            |            | Aylén     | Aylén     | Aylén     |           |           |           |           |           | Galadriel |
| Leandro      | Marco      |            |            |            |            | Aylén     | Aylén     | Aylén     |           |           |           |           |           | Galadriel |
| Luis         | Bárbara    | Bárbara    | Bárbara    | Giuliana   | Giuliana   | Giuliana  | Giuliana  | Giuliana  | Giuliana  |           | Oriana    | Oriana    | Oriana    | Oriana    |
| Luis         | Bárbara    | Bárbara    | Bárbara    | Giuliana   | Giuliana   | Giuliana  | Giuliana  | Giuliana  | Giuliana  | Bárbara   |           |           |           | Oriana    |
| Luis         | Bárbara    | Bárbara    | Bárbara    | Giuliana   | Giuliana   | Giuliana  | Giuliana  | Giuliana  | Giuliana  | Giuliana  |           |           |           | Oriana    |
| Marco        | Galadriel  | Galadriel  | Galadriel  | Galadriel  | Galadriel  | Galadriel | Galadriel | Galadriel | Galadriel | Galadriel | Galadriel | Galadriel | Galadriel | Aylén     |
| Marco        | Galadriel  | Galadriel  | Galadriel  | Galadriel  | Galadriel  | Galadriel | Galadriel | Galadriel | Leandro   |           |           |           |           | Aylén     |
| Marco        | Galadriel  | Galadriel  | Galadriel  | Galadriel  | Galadriel  | Galadriel | Galadriel | Galadriel | Aylén     |           |           |           |           | Aylén     |
| Mónica       | Óscar      | Óscar      | Óscar      | Óscar      | Óscar      | Óscar     | Óscar     | Óscar     | Óscar     | Óscar     | Óscar     | Óscar     | Óscar     | Pascual   |
| Mónica       | Óscar      | Óscar      | Óscar      | Óscar      | Pascual    |           |           |           |           |           |           |           |           | Pascual   |
| Oriana       | Tony       | Tony       | Tony       | Tony       | Tony       | Tony      | Tony      | Tony      | Tony      |           | Bárbara   | Bárbara   | Bárbara   | Luis      |
| Oriana       | Tony       | Tony       | Tony       | Tony       | Tony       | Tony      | Tony      | Katherina | Katherina | Luis      | Luis      | Luis      |           | Luis      |
| Oriana       | Tony       | Tony       | Tony       | Tony       | Tony       | Tony      | Tony      | Katherina | Katherina | Giuliana  |           |           |           | Luis      |
| Pascual      | Gemma      | Gemma      | Gemma      | Gemma      | Mónica     | Mónica    | Mónica    | Mónica    | Mónica    | Mónica    | Mónica    | Mónica    | Mónica    | Mónica    |
| Pascual      | Gemma      | Gemma      | Gemma      | Gemma      | Óscar      |           |           |           |           |           |           |           |           | Mónica    |
| Óscar        | Mónica     | Mónica     | Mónica     | Mónica     | Mónica     | Mónica    | Mónica    | Mónica    | Mónica    | Mónica    | Mónica    | Mónica    | Mónica    |           |
| Óscar        | Mónica     | Mónica     | Mónica     | Mónica     | Pascual    |           |           |           |           |           |           |           |           |           |
| Paula        |            |            |            |            |            |           |           | Mariano   | Mariano   | Camila    | Camila    | Camila    | Camila    |           |
| Paula        | Yasmín     | Yasmín     | Joaquín    | Joaquín    | Joaquín    | Joaquín   |           |           |           |           |           |           |           |           |
| Bárbara      | Luis       | Luis       | Luis       |            |            |           |           |           |           | Luis      | Luis      | Luis      | Luis      |           |
| Bárbara      | Luis       | Luis       | Luis       | Oriana     |            |           |           |           |           |           |           |           |           |           |
| Bárbara      | Luis       | Luis       | Luis       | Giuliana   |            |           |           |           |           |           |           |           |           |           |
| Tony         | Oriana     | Oriana     | Oriana     | Oriana     | Oriana     | Oriana    | Oriana    | Katherina | Katherina | Katherina | Flavia    | Flavia    | Flavia    |           |
| Tony         | Oriana     | Oriana     | Oriana     | Oriana     | Oriana     | Oriana    | Oriana    | Oriana    | Oriana    | Flavia    | Flavia    | Flavia    | Flavia    |           |
| Flavia       | Joaquín    | Joaquín    | Joaquín    | Joaquín    | Joaquín    | Joaquín   | Joaquín   | Camila    | Camila    | Tony      | Tony      | Tony      | Tony      |           |
| Flavia       | Joaquín    | Joaquín    | Joaquín    | Joaquín    | Joaquín    | Joaquín   | Joaquín   | Joaquín   | Joaquín   | Katherina | Tony      | Tony      | Tony      |           |
| Giuliana     |            |            |            | Luis       | Luis       | Luis      | Luis      | Luis      | Luis      | Luis      | Luis      | Luis      |           |           |
| Giuliana     | Bárbara    |            |            | Luis       | Luis       | Luis      | Luis      | Luis      | Luis      |           |           |           |           |           |
| Giuliana     | Oriana     |            |            | Luis       | Luis       | Luis      | Luis      | Luis      | Luis      |           |           |           |           |           |
| Pablo        | Rubí       | Rubí       | Rubí       | Rubí       | Rubí       | Carolina  | Alexander | Alexander | Alexander | Alexander | Alexander |           |           |           |
| Pablo        | Rubí       | Rubí       | Rubí       | Rubí       | Rubí       | Carolina  | Ingrid    |           |           |           |           |           |           |           |
| Katherina    |            |            |            |            |            |           |           | Oriana    | Oriana    | Flavia    |           |           |           |           |
| Katherina    | Tony       |            |            |            |            |           |           |           |           |           |           |           |           |           |
| Mariano      | Yasmín     | Yasmín     | Yasmín     | Yasmín     | Yasmín     | Yasmín    | Yasmín    | Paula     | Paula     |           |           |           |           |           |
| Mariano      | Yasmín     | Yasmín     | Yasmín     | Yasmín     | Yasmín     | Yasmín    | Yasmín    | Yasmín    |           |           |           |           |           |           |
| Yasmín       | Mariano    | Mariano    | Mariano    | Mariano    | Mariano    | Mariano   | Mariano   | Mariano   | Mariano   |           |           |           |           |           |
| Yasmín       | Mariano    | Mariano    | Mariano    | Mariano    | Mariano    | Mariano   | Mariano   | Paula     |           |           |           |           |           |           |
| Alberto      | Camila     | Camila     | Camila     | Camila     | Camila     | Camila    | Camila    |           |           |           |           |           |           |           |
| Carolina     |            |            |            |            |            | Pablo     |           |           |           |           |           |           |           |           |
| Rubí         | Pablo      | Pablo      | Pablo      | Pablo      | Pablo      |           |           |           |           |           |           |           |           |           |
| Mitzi        | Huaiquipán | Huaiquipán | Huaiquipán | Huaiquipán | Huaiquipán |           |           |           |           |           |           |           |           |           |
| Huaiquipán   | Mitzi      | Mitzi      | Mitzi      | Mitzi      | Mitzi      |           |           |           |           |           |           |           |           |           |
| Gemma        | Pascual    | Pascual    | Pascual    | Pascual    |            |           |           |           |           |           |           |           |           |           |
| Angélica     | Francisco  |            |            |            |            |           |           |           |           |           |           |           |           |           |
| Francisco    | Angélica   |            |            |            |            |           |           |           |           |           |           |           |           |           |

## «Competencia de ex» (Desafío de inmunidad)
Cada semana se realiza una competencia en parejas en donde la pareja ganadora de este desafío se convierte en la pareja inmune de la semana. Esta no podrá ser nominada y disfrutará de algunos beneficios.
| Semana | Pareja/Trío/Cuarteto Ganador(a)                           | Tipo de desafío       |
| ------ | --------------------------------------------------------- | --------------------- |
| 1      | Galadriel Caldirola/Marco Ferri                           | Fuerza y equilibrio   |
| 2      | Bárbara Córdoba/Luis Mateucci                             | Fuerza y agilidad     |
| 3      | Flavia Medina/Joaquín Méndez                              | Fuerza y habilidad    |
| 4      | Alberto Púrpura/Camila Recabarren                         | Agilidad y habilidad  |
| 5      | Mónica Soto/Óscar Garcés/Pascual Fernández                | Fuerza y rapidez      |
| 6      | Oriana Marzoli/Tony Spina                                 | Fuerza y agilidad     |
| 7      | Galadriel Caldirola/Marco Ferri                           | Fuerza y rapidez      |
| 8      | Oriana Marzoli/Tony Spina                                 | Agilidad              |
| 9      | Camila Recabarren/Flavia Medina/Joaquín Méndez            | Fuerza y resistencia  |
| 10     | Aylén Milla/Galadriel Caldirola/Leandro Penna/Marco Ferri | Fuerza                |
| 11     | Camila Recabarren/Joaquín Méndez/Paula Bolatti            | Agilidad y rapidez    |
| 12     | Camila Recabarren/Joaquín Méndez/Paula Bolatti            | Destreza              |
| 13     | Camila Recabarren/Joaquín Méndez/Paula Bolatti            | Agilidad y equilibrio |
| 14     | Aylén Milla/Marco Ferri                                   | Equilibrio            |
| 15     | Galadriel Caldirola/Leandro Penna                         | Resistencia y fuerza  |

## «Competencia de ex» (Nominación)
Cada semana se realiza una competencia en parejas en donde la pareja perdedora de este desafío se convierte en la primera pareja nominada de la semana. Esta quedará expuesta a ser eliminada en el duelo de eliminación.
| Semana | Pareja/Trío/Cuarteto Perdedor(a)                                                                       | Tipo de desafío       |
| ------ | --- | --------------------- |
| 1      | Alberto Púrpura/Camila Recabarren Pablo Barrios/Rubí Galusky                                           | Fuerza y equilibrio   |
| 2      | Pablo Barrios/Rubí Galusky                                                                             | Fuerza y agilidad     |
| 3      | Francisco Huaiquipán/Mitzi Bustos                                                                      | Fuerza y habilidad    |
| 4      | Pablo Barrios/Rubí Galusky                                                                             | Agilidad y habilidad  |
| 5      | Pablo Barrios/Rubí Galusky                                                                             | Fuerza y rapidez      |
| 6      | Alberto Púrpura/Camila Recabarren                                                                      | Fuerza y agilidad     |
| 7      | Alberto Púrpura/Camila Recabarren                                                                      | Fuerza y rapidez      |
| 8      | Alexander Bravo/Ingrid Aceitón/Pablo Barrios                                                           | Agilidad              |
| 9      | Mónica Soto/Óscar Garcés/Pascual Fernández                                                             | Fuerza y resistencia  |
| 10     | Mónica Soto/Óscar Garcés/Pascual Fernández                                                             | Fuerza                |
| 11     | Alexander Bravo/Ingrid Aceitón/Pablo Barrios Aylén Milla/Galadriel Caldirola/Leandro Penna/Marco Ferri | Agilidad y rapidez    |
| 12     | Sin nominados                                                                                          | Destreza              |
| 13     | Mónica Soto/Óscar Garcés/Pascual Fernández                                                             | Agilidad y equilibrio |
| 14     | Mónica Soto/Pascual Fernández                                                                          | Equilibrio            |
| 15     | Mónica Soto/Pascual Fernández                                                                          | Resistencia y fuerza  |

1. ↑  En la semana 12 no hubo nominados debido a que la pareja que obtuvo el último lugar (Flavia y Tony) tuvo una falla incidental en uno de los obstáculos de la competencia, lo que perjudicó el desempeño de ambos.

## Posiciones en la «Competencia individual»
Cada semana la exparejas se enfrentan en competencias individuales para así conocer a la nueva pareja nominada para la eliminación. Cabe mencionar que la competencia se realiza dependiendo del sexo representante de la expareja, según decida producción.
| Posición    | Semana | Semana     | Semana    | Semana    | Semana     | Semana    | Semana  | Semana    | Semana    | Semana  | Semana  | Semana    | Semana    | Semana    | Semana    |
| Posición    | 1      | 2          | 3         | 4         | 5          | 6         | 7       | 8         | 9         | 10      | 11      | 12        | 13        | 14        | 15        |
| ----------- | ------ | ---------- | --------- | --------- | ---------- | --------- | ------- | --------- | --------- | ------- | ------- | --------- | --------- | --------- | --------- |
| 1.er Lugar: | S/C    | Huaiquipán | Luis      | Galadriel | Marco      | Mónica    | Leandro | Camila    | Oriana    | Joaquín | Mónica  | Joaquín   | Leandro   | Leandro   | Aylén     |
| 2.do Lugar: | S/C    | Óscar      | Mariano   | Oriana    | Luis       | Ingrid    | Joaquín | Galadriel | Galadriel | Luis    | Bárbara | Tony      | Joaquín   | Luis      | Galadriel |
| 3.er Lugar: | S/C    | Tony       | Marco     | Ingrid    | Mariano    | Aylén     | Luis    | Mónica    | Giuliana  | Tony    | Flavia  | Leandro   | Luis      | Marco     | Oriana    |
| 4.to Lugar: | S/C    | Pascual    | Pablo     | Flavia    | Alexander  | Flavia    | Tony    | Aylén     | Yasmín    | Marco   |         | Pascual   | Tony      | Alexander |           |
| 5.to Lugar: | S/C    | Marco      | Óscar     | Mónica    | Joaquín    | Yasmín    | Pablo   | Paula     |           |         |         | Alexander | Alexander |           |           |
| 6.to Lugar: | S/C    | Mariano    | Alberto   | Yasmín    | Tony       | Carolina  | Mariano | Giuliana  |           |         |         |           |           |           |           |
| 7.mo Lugar: | S/C    | Joaquín    | Alexander | Mitzi     | Huaiquipán | Galadriel | Óscar   |           |           |         |         |           |           |           |           |
| 8.vo Lugar: | S/C    | Alexander  | Tony      | Giuliana  | Alberto    | Giuliana  |         |           |           |         |         |           |           |           |           |
| 9.no Lugar: | S/C    | Alberto    |           |           |            |           |         |           |           |         |         |           |           |           |           |

1. 1 2  En la semana 11 Flavia se lesiona en la competencia, al romperse la tabla que trasladaba para pasarla, por lo que queda eximida de la prueba, y no queda nominada al ser falla de producción, dejando a Mónica y Bárbara en la prueba, perdiendo esta última, para posteriormente quedar nominada junto a su cuarteto.

## Votos de la «Asamblea extraordinaria»
| Semana:                                 | 1               | 2                  | 3                    | 4                  | 5                     | 6                   | 7                      | 8                      | 9                      | 10                            | 11                            | 12                           | 13                   | 14                | 15              |
| --------------------------------------- | --------------- | ------------------ | -------------------- | ------------------ | --------------------- | ------------------- | ---------------------- | ---------------------- | ---------------------- | ----------------------------- | ----------------------------- | ---------------------------- | -------------------- | ----------------- | --------------- |
| Inmunes:                                | Galadriel Marco | Bárbara Luis       | Flavia Joaquín       | Alberto Camila     | Mónica Óscar Pascual  | Oriana Tony         | Galadriel Marco        | Katherina Oriana Tony  | Camila Flavia Joaquín  | Sin inmunes                   | Camila Joaquín Paula          | Sin inmunes                  | Sin inmunes          | Sin inmunes       | Sin inmunes     |
| Luis                                    | —               | Ingrid             | Alexander            | Huaiquipán         | Alexander             | Pablo               | Yasmín                 | Paula                  | Galadriel              | Joaquín                       | Óscar                         | Camila                       | Camila               | Leandro           | Galadriel       |
| Oriana                                  | —               | Mitzi              | Alexander            | Huaiquipán         | Alexander             | Pablo               | Yasmín                 | Paula                  | [ n 4 ]                |                               | Óscar                         | Aylén                        | Camila               | Leandro           | Galadriel       |
| Camila                                  | —               | Gemma              | Galadriel            | Oriana             | Luis                  | Marco               | Aylén                  | Aylén                  | Luis                   | Flavia                        | Flavia                        | Aylén                        | Oriana               | —                 | Aylén           |
| Joaquín                                 | —               | Tony               | Óscar                | Oriana             | Luis                  | Marco               | Aylén                  | Aylén                  | Luis                   | Flavia                        | Flavia                        | Aylén                        | Oriana               | —                 | Aylén           |
| Galadriel                               | —               | Óscar              | Alexander            | Huaiquipán         | Alexander             | Pablo               | Aylén                  | Aylén                  | Katherina              | Flavia                        | Flavia                        | Tony                         | Oriana               | Marco             | Aylén           |
| Leandro                                 |                 |                    |                      |                    |                       | Ingrid              | —                      | Joaquín                |                        | Giuliana                      | Flavia                        | Pascual                      | Oriana               | Marco             | Aylén           |
| Aylén                                   |                 |                    |                      |                    |                       | Pablo               | Yasmín                 | Paula                  | Giuliana               | Bárbara                       | Óscar                         | Camila                       | Camila               | Leandro           | Galadriel       |
| Marco                                   | —               | Ingrid             | Alexander            | Huaiquipán         | Alexander             | Pablo               | Yasmín                 | Paula                  | Giuliana               | Bárbara                       | Óscar                         | Camila                       | Camila               | Leandro           | Galadriel       |
| Mónica                                  | —               | Marco              | Alberto              | Oriana             | Alexander             | Pablo               | Yasmín                 | Paula                  | Giuliana               | Bárbara                       | Flavia                        | Aylén                        | Oriana               | Marco             | Aylén           |
| Pascual                                 | —               | Oriana             | Alberto              | Oriana             | Joaquín               | Leandro             | Aylén                  | Aylén                  | Marco                  | Flavia                        | Flavia                        | Aylén                        | Oriana               | Marco             | Aylén           |
| Alexander                               | —               | Gemma              | Alberto              | Oriana             | Luis                  | Marco               | Aylén                  | Aylén                  | Marco                  | Flavia                        | Tony                          | Aylén                        | Oriana               | Marco             |                 |
| Ingrid                                  | —               | Gemma              | Galadriel            | Oriana             | Luis                  | Marco               | Aylén                  | Aylén                  | Luis                   | Flavia                        | Flavia                        | Aylén                        | Oriana               | Marco             |                 |
| Óscar                                   | —               | Marco              | Alberto              | Joaquín            | Alexander             | Pablo               | Yasmín                 | Paula                  | Luis                   | Flavia                        | Flavia                        | Aylén                        | Oriana               |                   |                 |
| Bárbara                                 | —               | Ingrid             | Alberto              |                    |                       |                     |                        |                        |                        | Flavia                        | Flavia                        | Aylén                        | Flavia               |                   |                 |
| Paula                                   |                 |                    |                      |                    |                       |                     |                        | Aylén                  | Luis                   | Flavia                        | Flavia                        | Aylén                        | Oriana               |                   |                 |
| Flavia                                  | —               | Gemma              | Alexander            | Huaiquipán         | Alexander             | Pablo               | Yasmín                 | Paula                  | Giuliana               | Bárbara                       | Óscar                         | Camila                       | Camila               |                   |                 |
| Tony                                    | —               | Alexander          | Alexander            | Huaiquipán         | Alexander             | Pablo               | Yasmín                 | Paula                  | Giuliana               | Paula                         | Óscar                         | Camila                       | Camila               |                   |                 |
| Giuliana                                |                 |                    |                      | Huaiquipán         | Alexander             | Pablo               | Aylén                  | Aylén                  | Aylén                  | Flavia                        | Flavia                        | Aylén                        |                      |                   |                 |
| Pablo                                   | —               | Galadriel          | Galadriel            | Oriana             | Luis                  | Marco               | Tony                   | Aylén                  | Tony                   | Tony                          | Tony                          |                              |                      |                   |                 |
| Katherina                               |                 |                    |                      |                    |                       |                     |                        | Leandro                | Luis                   | Luis                          |                               |                              |                      |                   |                 |
| Mariano                                 | —               | Ingrid             | Rubí                 | Flavia             | Alexander             | Aylén               | Aylén                  | Aylén                  | Luis                   |                               |                               |                              |                      |                   |                 |
| Yasmín                                  | —               | Flavia             | Galadriel            | Alexander          | Alexander             | Aylén               | Aylén                  | Aylén                  | Luis                   |                               |                               |                              |                      |                   |                 |
| Alberto                                 | —               | Gemma              | Galadriel            | Oriana             | Luis                  | Marco               | Aylén                  |                        |                        |                               |                               |                              |                      |                   |                 |
| Carolina                                |                 |                    |                      |                    |                       | Marco               |                        |                        |                        |                               |                               |                              |                      |                   |                 |
| Rubí                                    | —               | Gemma              | Galadriel            | Joaquín            | Luis                  | [ n 6 ]             |                        |                        |                        |                               |                               |                              |                      |                   |                 |
| Mitzi                                   | —               | Gemma              | Alberto              | Oriana             | Luis                  |                     |                        |                        |                        |                               |                               |                              |                      |                   |                 |
| Huaiquipán                              | —               | Gemma              | Alberto              | Oriana             | Luis                  |                     |                        |                        |                        |                               |                               |                              |                      |                   |                 |
| Gemma                                   | —               | Ingrid             | Alexander            | Mariano            |                       |                     |                        |                        |                        |                               |                               |                              |                      |                   |                 |
| Angélica                                | —               |                    |                      |                    |                       |                     |                        |                        |                        |                               |                               |                              |                      |                   |                 |
| Francisco                               | —               |                    |                      |                    |                       |                     |                        |                        |                        |                               |                               |                              |                      |                   |                 |
| Pareja/Trío/Cuarteto Nominado(a) Extra: | Sin nominados   | Sin nominados      | Gemma Pascual        | Gemma Pascual      | Sin nominados         | Sin nominados       | Sin nominados          | Sin nominados          | Alexander Ingrid Pablo | Alexander Ingrid Pablo        | Aylén Galadriel Leandro Marco | Sin nominados                | Sin nominados        | Sin nominados     | Sin nominados   |
| Pareja/Trío/Cuarteto Nominado(a) 1:     | Sin nominados   | Pablo Rubí         | Huaiquipán Mitzi     | Pablo Rubí         | Pablo Rubí            | Alberto Camila      | Alberto Camila         | Alexander Ingrid Pablo | Mónica Óscar Pascual   | Mónica Óscar Pascual          | Alexander Ingrid Pablo        | Bárbara Giuliana Luis Oriana | Mónica Óscar Pascual | Mónica Pascual    | Mónica Pascual  |
| Pareja/Trío/Cuarteto Nominado(a) 2:     | Sin nominados   | Alberto Camila     | Oriana Tony          | Giuliana Luis      | Alberto Camila        | Giuliana Luis       | Mónica Óscar Pascual   | Giuliana Luis          | Mariano Paula Yasmín   | Aylén Galadriel Leandro Marco | Bárbara Giuliana Luis Oriana  | Alexander Ingrid             | Alexander Ingrid     | Alexander Ingrid  | Luis Oriana     |
| Pareja/Trío/Cuarteto Nominado(a) 3:     | Sin nominados   | Gemma 8/22 votos   | Alexander 7/22 votos | Oriana 10/22 votos | Alexander 11/21 votos | Carolina 0/21 votos | Aylén 10/20 votos      | Aylén 11/21 votos      | Giuliana 5/19 votos    | Flavia 10/19 votos            | Flavia 11/19 votos            | Aylén 11/18 votos            | Bárbara 0/17 votos   | Aylén 0/9 votos   | Aylén 6/9 votos |
| Pareja/Trío/Cuarteto Nominado(a) 3:     | Sin nominados   | Pascual 0/22 votos | Ingrid 0/22 votos    | Tony 0/22 votos    | Ingrid 0/21 votos     | Pablo 10/21 votos   | Leandro 0/20 votos     | Leandro 1/21 votos     | Luis 8/19 votos        | Katherina 0/19 votos          | Tony 2/19 votos               | Marco 0/18 votos             | Luis 0/17 votos      | Marco 6/9 votos   | Marco 0/9 votos |
| Pareja/Trío/Cuarteto Nominado(a) 3:     | Sin nominados   | Pascual 0/22 votos | Ingrid 0/22 votos    | Tony 0/22 votos    | Ingrid 0/21 votos     | Pablo 10/21 votos   | Leandro 0/20 votos     | Leandro 1/21 votos     | Luis 8/19 votos        | Tony 1/19 votos               | Tony 2/19 votos               | Galadriel Leandro 0/18 votos | Oriana 10/17 votos   | Marco 6/9 votos   | Marco 0/9 votos |
| Pareja/Trío/Cuarteto Nominado(a) 4:     | Sin nominados   | Alexander Ingrid   | Bárbara Luis         | Mariano Yasmín     | Huaiquipán Mitzi      | Aylén Leandro       | Alexander Ingrid Pablo | Mariano Paula Yasmín   | Katherina Tony         | Bárbara Giuliana Luis         | Sin nominados                 | Flavia Tony                  | Flavia Tony          | Galadriel Leandro | Sin nominados   |
| Pareja/Trío/Cuarteto Duelista 1:        | Alberto Camila  | Alberto Camila     | Huaiquipán Mitzi     | Gemma Pascual      | Alberto Camila        | Carolina Pablo      | Alberto Camila         | Giuliana Luis          | Giuliana Luis          | Bárbara Giuliana Luis         | Alexander Ingrid Pablo        | Bárbara Giuliana Luis Oriana | Alexander Ingrid     | Alexander Ingrid  | Mónica Pascual  |
| Pareja/Trío/Cuarteto Duelista 2:        | Pablo Rubí      | Gemma Pascual      | Bárbara Luis         | Giuliana Luis      | Huaiquipán Mitzi      | Aylén Leandro       | Aylén Leandro          | Aylén Leandro          | Mariano Paula Yasmín   | Flavia Katherina Tony         | Flavia Tony                   | Flavia Tony                  | Flavia Tony          | Aylén Marco       | Aylén Marco     |
| Eliminado(s):                           | Sin eliminado   | Sin eliminado      | Bárbara              | Gemma              | Huaiquipán Mitzi      | Carolina            | Alberto                | Leandro                | Mariano Yasmín         | Katherina                     | Pablo                         | Giuliana                     | Flavia Tony          | Alexander Ingrid  | Mónica Pascual  |

1. ↑  Durante la semana 1 no hubo «Asamblea extraordinaria» debido a que Angélica y Francisco fueron expulsados del programa por transgredir las reglas.
2. ↑  Durante la semana 2 se canceló la eliminación, debido a una lesión de una de las duelistas (Gemma Collado) mientras realizaba la competencia, por consiguiente esta y su ex pareja (Pascual Fernández) se convirtieron automáticamente en los primeros duelistas a la eliminación de la semana siguiente.
3. ↑  Katherina Contreras ingresa en la respectiva semana para formar parte del trío de Oriana y Tony. Como estos últimos obtuvieron la inmunidad antes de la llegada de Katherina, esta última también la obtiene.
4. ↑  Abandona en la respectiva semana, horas/días antes de la nominación en la cuál debía votar.
5. ↑  Oriana iba a votar originalmente a Camila, pero no se refirió a ella con su nombre, si no que con un despectivo quedando su voto nulo, sumándose a el integrante con mayor cantidad de nominaciones.
6. ↑  Abandona en la respectiva semana, horas/días antes de la nominación en la cuál debía votar.
7. ↑  Flavia y Joaquín debieron desempatar entre las ex parejas de Alberto y Alexander. Ellos votaron a la ex pareja de Alexander.

## Nominación «Ex pareja inmune»
Cada semana existe una expareja inmune que tendrá el poder de nominar a una nueva expareja para que enfrente el proceso de eliminación.
| Semana | Pareja/Trío/Cuarteto Inmune   | Pareja/Trío/Cuarteto Nominado(a)                |
| ------ | ----------------------------- | ----------------------------------------------- |
| 2      | Bárbara/Luis                  | Alexander Bravo/Ingrid Aceitón                  |
| 3      | Flavia/Joaquín                | Bárbara Córdoba/Luis Mateucci                   |
| 4      | Alberto/Camila                | Mariano Brozincevic/Yasmín Valdés               |
| 5      | Mónica/Óscar/Pascual          | Francisco Huaiquipán/Mitzi Bustos               |
| 6      | Oriana/Tony                   | Aylén Milla/Leandro Penna                       |
| 7      | Galadriel/Marco               | Alexander Bravo/Ingrid Aceitón/Pablo Barrios    |
| 8      | Oriana/Katherina/Tony         | Mariano Brozincevic/Paula Bolatti/Yasmín Valdés |
| 9      | Camila/Flavia/Joaquín         | Katherina Contreras/Tony Spina                  |
| 10     | Aylén/Galadriel/Leandro/Marco | Bárbara Córdoba/Giuliana Cagna/Luis Mateucci    |
| 11     | Camila/Joaquín/Paula          | Sin nominados                                   |
| 12     | Camila/Joaquín/Paula          | Flavia Medina/Tony Spina                        |
| 13     | Camila/Joaquín/Paula          | Flavia Medina/Tony Spina                        |
| 14     | Aylén/Marco                   | Galadriel Caldirola/Leandro Penna               |
| 15     | Galadriel/Leandro             | Sin nominados                                   |

## «Competencia de salvación»
Cada semana se realiza una competencia entre las exparejas nominadas, la ganadora de esta quedará exenta del duelo de eliminación y continuará una semana más en el programa.
| Semana | En riesgo                     | En riesgo              | En riesgo                     | En riesgo              | En riesgo                                       | Salvados                                                  |
| ------ | ----------------------------- | ---------------------- | ----------------------------- | ---------------------- | ----------------------------------------------- | --------------------------------------------------------- |
| 2      | Pablo/Rubí                    | Alberto/Camila         | Gemma/Pascual                 | Alexander/Ingrid       |                                                 | Alexander Bravo/Ingrid Aceitón                            |
| 3      | Huaiquipán/Mitzi              | Oriana/Tony            | Alexander/Ingrid              | Bárbara/Luis           | Alexander Bravo/Ingrid Aceitón                  |                                                           |
| 4      | Gemma/Pascual                 | Pablo/Rubí             | Giuliana/Luis                 | Oriana/Tony            | Mariano/Yasmín                                  | Mariano Brozincevic/Yasmín Valdés                         |
| 5      | Pablo/Rubí                    | Alberto/Camila         | Alexander/Ingrid              | Huaiquipán/Mitzi       |                                                 | Alexander Bravo/Ingrid Aceitón                            |
| 6      | Alberto/Camila                | Giuliana/Luis          | Carolina/Pablo                | Aylén/Leandro          | Alberto Púrpura/Camila Recabarren               |                                                           |
| 7      | Alberto/Camila                | Mónica/Óscar/Pascual   | Aylén/Leandro                 | Alexander/Ingrid/Pablo | Alexander Bravo/Ingrid Aceitón/Pablo Barrios    |                                                           |
| 8      | Alexander/Ingrid/Pablo        | Giuliana/Luis          | Aylén/Leandro                 | Mariano/Paula/Yasmín   | Mariano Brozincevic/Paula Bolatti/Yasmín Valdés |                                                           |
| 9      | Alexander/Ingrid/Pablo        | Mónica/Óscar/Pascual   | Mariano/Paula/Yasmín          | Giuliana/Luis          | Katherina/Tony                                  | Katherina Contreras/Tony Spina                            |
| 10     | Alexander/Ingrid/Pablo        | Mónica/Óscar/Pascual   | Aylén/Galadriel Leandro/Marco | Flavia/Katherina/Tony  | Bárbara/Giuliana/Luis                           | Mónica Soto/Óscar Garcés/Pascual Fernández                |
| 11     | Aylén/Galadriel Leandro/Marco | Alexander/Ingrid/Pablo | Bárbara/Giuliana Luis/Oriana  | Flavia/Tony            |                                                 | Aylén Milla/Galadriel Caldirola/Leandro Penna/Marco Ferri |
| 12     | Bárbara/Giuliana Luis/Oriana  | Alexander/Ingrid       | Aylén/Galadriel Leandro/Marco | Flavia/Tony            | Alexander Bravo/Ingrid Aceitón                  |                                                           |
| 13     | Mónica/Óscar/Pascual          | Alexander/Ingrid       | Bárbara/Luis/Oriana           | Flavia/Tony            | Mónica Soto/Óscar Garcés/Pascual Fernández      |                                                           |
| 14     | Mónica/Pascual                | Alexander/Ingrid       | Aylén/Marco                   | Galadriel/Leandro      | Mónica Soto/Pascual Fernández                   |                                                           |

## «Voto del público» (Participante favorito)
El público constantemente se encuentra enviando mensajes de texto apoyando a sus participantes favoritos. Esto tiene como consecuencia que el participante más votado se salve junto a su trío de ir a duelo de eliminación.
| Semana | En riesgo                    | En riesgo                     | En riesgo             | En riesgo                    | Salvado por el público            |
| ------ | ---------------------------- | ----------------------------- | --------------------- | ---------------------------- | --------------------------------- |
| 2      | Pablo/Rubí                   | Alberto/Camila                | Gemma/Pascual         |                              | Rubí Galusky                      |
| 3      | Gemma/Pascual                | Huaiquipán/Mitzi              | Oriana/Tony           | Bárbara/Luis                 | Pascual Fernández Oriana Marzoli  |
| 4      | Gemma/Pascual                | Pablo/Rubí                    | Giuliana/Luis         | Oriana/Tony                  | Rubí Galusky Oriana Marzoli       |
| 5      | Pablo/Rubí                   | Alberto/Camila                | Huaiquipán/Mitzi      |                              | Rubí Galusky                      |
| 6      | Giuliana/Luis                | Carolina/Pablo                | Aylén/Leandro         | Luis Mateucci                |                                   |
| 7      | Alberto/Camila               | Mónica/Óscar/Pascual          | Aylén/Leandro         | Pascual Fernández            |                                   |
| 8      | Alexander/Ingrid/Pablo       | Guiliana/Luis                 | Aylén/Leandro         | Ingrid Aceitón               |                                   |
| 9      | Alexander/Ingrid/Pablo       | Mónica/Óscar/Pascual          | Mariano/Paula/Yasmín  | Giuliana/Luis                | Pascual Fernández Ingrid Aceitón  |
| 10     | Alexander/Ingrid/Pablo       | Aylén/Galadriel Leandro/Marco | Flavia/Katherina/Tony | Bárbara/Giuliana/Luis        | Galadriel Caldirola Pablo Barrios |
| 11     | Alexander/Ingrid/Pablo       | Bárbara/Giuliana/Luis/Oriana  | Flavia/Tony           |                              | Oriana Marzoli                    |
| 12     | Bárbara/Giuliana/Luis/Oriana | Aylén/Galadriel Leandro/Marco | Flavia/Tony           | Galadriel Caldirola          |                                   |
| 13     | Alexander/Ingrid             | Bárbara/Luis/Oriana           | Flavia/Tony           | Oriana Marzoli               |                                   |
| 14     | Alexander/Ingrid             | Aylén/Marco                   | Galadriel/Leandro     | Galadriel Caldirola          |                                   |
| 15     | Mónica/Pascual               | Luis/Oriana                   | Aylén/Marco           | Oriana Marzoli Luis Mateucci |                                   |

## Competencias
El reality show se basa en competencias en las cuales se prueba la fuerza, velocidad, habilidad, equilibrio, etc. Para hacer pruebas de estas, se conforman parejas, tríos o cuartetos, identificados con un color, y se baten en competencias para no eliminar a uno de sus integrantes y permanecer en "El granero de los ex".
| Sem. | En riesgo                    | En riesgo                     | En riesgo                     | En riesgo              | En riesgo                    | Pareja(s) Duelista(s) 1 | Pareja(s) Duelista(s) 2 | Tipo de duelo         | Eliminado(s)     |
| ---- | ---------------------------- | ----------------------------- | ----------------------------- | ---------------------- | ---------------------------- | ----------------------- | ----------------------- | --------------------- | ---------------- |
| 1    |                              |                               |                               |                        |                              | Alberto/Camila          | Pablo/Rubí              | Sin eliminación       | Sin eliminación  |
| 2    | Pablo/Rubí                   | Alberto/Camila                | Gemma/Pascual                 | Alexander/Ingrid       |                              | Alberto/Camila          | Gemma/Pascual           | Agilidad y precisión  | Sin eliminado    |
| 3    | Gemma/Pascual                | Huaiquipán/Mitzi              | Oriana/Tony                   | Alexander/Ingrid       | Bárbara/Luis                 | Huaiquipán/Mitzi        | Bárbara/Luis            | Habilidad             | Bárbara          |
| 4    | Gemma/Pascual                | Pablo/Rubí                    | Giuliana/Luis                 | Oriana/Tony            | Mariano/Yasmín               | Gemma/Pascual           | Giuliana/Luis           | Resistencia           | Gemma            |
| 5    | Pablo/Rubí                   | Alberto/Camila                | Alexander/Ingrid              | Huaiquipán/Mitzi       |                              | Alberto/Camila          | Huaiquipán/Mitzi        | Fuerza y agilidad     | Huaiquipán/Mitzi |
| 6    | Alberto/Camila               | Giuliana/Luis                 | Carolina/Pablo                | Aylén/Leandro          | Carolina/Pablo               | Aylén/Leandro           | Fuerza y resistencia    | Carolina              |                  |
| 7    | Alberto/Camila               | Mónica/Óscar/Pascual          | Aylén/Leandro                 | Alexander/Ingrid/Pablo | Alberto/Camila               | Aylén/Leandro           | Fuerza y resistencia    | Alberto               |                  |
| 8    | Alexander/Ingrid/Pablo       | Giuliana/Luis                 | Aylén/Leandro                 | Mariano/Paula/Yasmín   | Giuliana/Luis                | Aylén/Leandro           | Equilibrio y destreza   | Leandro               |                  |
| 9    | Alexander/Ingrid/Pablo       | Mónica/Óscar/Pascual          | Mariano/Paula/Yasmín          | Giuliana/Luis          | Katherina/Tony               | Mariano/Paula/Yasmín    | Giuliana/Luis           | Fuerza y equilibrio   | Mariano/Yasmín   |
| 10   | Alexander/Ingrid/Pablo       | Mónica/Óscar/Pascual          | Aylén/Galadriel/Leandro/Marco | Flavia/Katherina/Tony  | Bárbara/Giuliana/Luis        | Flavia/Katherina/Tony   | Bárbara/Giuliana/Luis   | Agilidad              | Katherina        |
| 11   | Alexander/Ingrid/Pablo       | Aylén/Galadriel/Leandro/Marco | Bárbara/Giuliana/Luis/Oriana  | Flavia/Tony            |                              | Alexander/Ingrid/Pablo  | Flavia/Tony             | Fuerza y destreza     | Pablo            |
| 12   | Bárbara/Giuliana/Luis/Oriana | Alexander/Ingrid              | Aylén/Galadriel/Leandro/Marco | Flavia/Tony            | Bárbara/Giuliana/Luis/Oriana | Flavia/Tony             | Agilidad y resistencia  | Giuliana              |                  |
| 13   | Mónica/Óscar/Pascual         | Alexander/Ingrid              | Bárbara/Luis/Oriana           | Flavia/Tony            | Alexander/Ingrid             | Flavia/Tony             | Destreza                | Flavia/Tony           |                  |
| 14   | Mónica/Pascual               | Alexander/Ingrid              | Aylén/Marco                   | Galadriel/Leandro      | Alexander/Ingrid             | Aylén/Marco             | Agilidad y fuerza       | Alexander/Ingrid      |                  |
| 15   | Mónica/Pascual               | Luis/Oriana                   | Aylén/Marco                   |                        |                              | Mónica/Pascual          | Aylén/Marco             | Destreza y equilibrio | Mónica/Pascual   |
| 16   | Aylén/Marco                  | Galadriel/Leandro             | Luis/Oriana                   | Aylén/Marco            | Luis/Oriana                  | Agilidad y resistencia  | Aylén/Marco             |                       |                  |

1. ↑  Durante la semana 1 no hubo eliminación debido a que Angélica y Francisco fueron expulsados del programa por transgredir las reglas.
2. ↑  Durante la semana 2 se canceló la eliminación, debido a una lesión de una de las duelistas (Gemma Collado) mientras realizaba la competencia, por consiguiente esta y su ex pareja (Pascual Fernández) se convirtieron automáticamente en los primeros amenazados a la eliminación de la semana siguiente sin posibilidad de participar en la "Competencia de salvación".
3. 1 2 3 4  Son enviados directamente a la zona de riesgo, debido a una lesión de uno de sus integrantes.

     La expareja gana la competencia de salvación, por ende se salva y no enfrenta el duelo de eliminación.
     La expareja es la más votada por el público, por ende se salva y no enfrenta el duelo de eliminación.

### Semana 1
- Competencia de ex: Las mujeres de cada exparejas comenzarán cruzando el circuito hasta llegar a los barriles ahí ubicados. Tendrán que montarse sobre los barriles y los hombres las arrastrarán hacia ellos, evitando que pierdan el equilibrio. Cuando lo consigan podrán tomar, con solo su boca, una manzana ubicada en el extremo del circuito. Posteriormente, deberán trasladar esta manzana, sin que se caiga, de vuelta hasta el inicio para ubicarla en su posición final. La primera expareja que coloque tres manzanas en la posición final será la vencedora de esta competencia, las dos últimas en conseguirlo, quedarán nominadas.
  - Pareja inmune: Galadriel Caldirola y Marco Ferri.
  - Parejas nominadas: Alberto Púrpura y Camila Recabarren, Pablo Barrios y Rubí Galusky.
- Duelo de eliminación: Sin duelo de eliminación.
  - Tipo de duelo: Sin duelo de eliminación.
    - Pareja ganadora: Sin ganadores.
      - Eliminado: Sin eliminado.

### Semana 2
- Competencia de ex: Cada una de las exparejas deberá trasladarse sobre los rieles usando la fuerza de sus brazos. Al llegar al otro extremo, la mujer utilizará sus pies para subir una barra con una esfera apoyada en la punta, deberá colocar esta esfera en el imán de la parte superior de la estructura. Cuando lo consigan podrán tomar una de las diez esferas ubicadas en el extremo del circuito para llevarla hacia el inicio para ubicarla en su posición final. Luego, podrán ir en busca de la siguiente esfera. La pareja que primero coloque sus diez esferas en la posición final será la vencedora de la competencia, la última en lograrla quedará nominada.
  - Pareja inmune: Bárbara Córdoba y Luis Mateucci.
  - Pareja nominada: Pablo Barrios y Rubí Galusky.
- Competencia individual: Los hombres deberán cruzar el circuito y llegar hasta el otro extremo para tomar un huevo. Evitando que se rompa, tendrán que trasladarlo al inicio del circuito y colocarlo en un pequeño laberinto móvil. Usando su habilidad deberán lograr que el huevo caiga en su posición final y no en la cabeza de su expareja que está sentada debajo de ellos. El primer hombre que ubique cuatro huevos en su posición final, será el ganador de la competencia, el último, quedará amenazado junto a su expareja.
  - Pareja nominada: Alberto Púrpura y Camila Recabarren.
- Competencia de salvación: Los hombres deberán dar las instrucciones para que su expareja pueda salir lo más rápido posible del laberinto. La mujer, tendrá los ojos completamente vendados y así enfrentarán todos los obstáculos hasta encontrar la salida. La pareja que logre el objetivo en el menor tiempo posible, será la ganadora y se salvará del duelo de eliminación.
  - Pareja ganadora: Alexander Bravo e Ingrid Aceitón.
- Duelo de eliminación: Para ganar este duelo, la mujer de cada expareja deberá pasar por los barriles hasta llegar a una estructura. Allí, con la ayuda de unas cuerdas, tendrá que atrapar una bola con un imán y colocarla sobre la estructura. Cuando lo consiga, volverá hasta el inicio para darle el pase a su pareja. El hombre, deberá pasar sobre los barriles y tomar la bola de la estructura, para luego subir nuevamente a los barriles y tratar de embocar la bola dentro de uno de ellos. Al lograrlo, regresará al punto de partida para que su expareja continúe el recorrido. La primera expareja que consiga embocar nueve bolas, será la ganadora.
  - Tipo de duelo: Agilidad y precisión.
    - Pareja ganadora: Alberto Púrpura y Camila Recabarren.
      - Eliminado: Sin eliminado.

### Semana 3
- Competencia de ex: Las mujeres de cada expareja estarán sujetas con un elástico, tendrán que estirarse hasta tomar con la boca una de las esferas ubicadas en un extremo del campo de juego. Cuando lo consigan, deberán ir hasta encontrarse con su expareja, quien también estará sujeto con un elástico. Él, tomará con su boca la esfera y la llevará hasta el otro extremo para depositarla en una base móvil. Luego, deberán manipular la base para ubicar la esfera en su posición final. Al lograrlo, podrán ir por la siguiente esfera. La primera expareja que ubique sus cuatro esferas en la posición final, será la ganadora, la última en conseguirlo, quedará amenazada.
  - Pareja inmune: Flavia Medina y Joaquín Méndez.
  - Pareja nominada: Francisco Huaiquipán y Mitzi Bustos.
- Competencia individual: Los hombres de cada expareja deberán cruzar el circuito por debajo de las sogas en punta y codo. Al llegar donde está la mujer, ella tendrá que sumergirse en el barril para que el hombre lo cierre completamente con la tapa y se pare sobre el mismo con el fin de obtener una de las tres herramientas allí colgadas. Mientras ellas contengan la respiración, podrán desatar los nudos para liberar las herramientas. Cuando las mujeres necesiten tomar aire tocarán una campana y el hombre deberá detenerse y bajar del barril. Al obtener la primera herramienta, los hombres deberán trasladarla por el circuito hasta llegar donde se encuentran tres grandes corazones, tendrán que recortar el primer corazón hasta liberarlo y luego podrán volver por la segunda herramienta que les permitirá liberar el siguiente corazón y así hasta pasar por los tres corazones. El primer hombre que logre liberar sus tres corazones será el ganador, el último el conseguirlo, quedará amenazado junto a su expareja.
  - Pareja nominada: Oriana Marzoli y Tony Spina.
- Competencia de salvación: Las mujeres deberán dar las instrucciones para que su expareja pueda salir lo más rápido posible del laberinto. El hombre, tendrá los ojos completamente vendados y así enfrentarán todos los obstáculos hasta encontrar la salida. La pareja que logre el objetivo en el menor tiempo posible, será la ganadora y se salvará del duelo de eliminación.
  - Pareja ganadora: Alexander Bravo e Ingrid Aceitón.
- Duelo de eliminación: Los hombres deberán llegar hasta la estructura y cruzar por los barriles haciendo contrapeso hasta llegar al otro lado. Cuando lo consigan, podrán liberar uno de los tres barriles ubicados en la cima de la estructura. Luego, tendrán que cruzar nuevamente los barriles hasta llegar al punto de inicio. Allí, trabajando junto a su expareja, deberán enganchar el barril y bajarlo hasta colocarlo en su posición final. Al lograrlo, el hombre podrá volver a cruzar la estructura para liberar el siguiente barril. La primera expareja que ubique sus tres barriles en la posición final será la vencedora de este duelo.
  - Tipo de duelo: Habilidad.
    - Pareja ganadora: Francisco Huaiquipán y Mitzi Bustos.
    - Pareja perdedora: Bárbara Córdoba y Luis Mateucci.
      - Más votado por el público: Luis Mateucci.
      - Decisión: Venganza.
      - Eliminada: Bárbara Córdoba.

### Semana 4
- Competencia de ex: Las mujeres de cada expareja tendrán que cruzar el circuito con la ayuda de sus hombres, que tirarán de las cuerdas para desplazar una plataforma que les permitirá a ellas cruzar de un lado al otro. Cuando lleguen al otro extremo del campo de juego, las mujeres deberán meterse en una tina con barro y cargar con su cuerpo todo el barro que le sea posible hasta volver al punto al punto de partida. Una vez allí, depositarán el barro en un recipiente, tendrán que llenar el recipiente hasta que logren vencer el contrapeso que subirá una vez que consigan el objetivo. La primera expareja que suba el contrapeso, será la ganadora, la última en conseguirlo, quedará amenazada.
  - Pareja inmune: Alberto Púrpura y Camila Recabarren.
  - Pareja nominada: Pablo Barrios y Rubí Galusky.
- Competencia individual: Antes de que las mujeres puedan iniciar el cruce del circuito, sus exparejas deberán sumergirse en una tina con hielo. Cuando lo hagan, ellas podrán cruzar a través de los obstáculos para llegar hasta el otro extremo del campo de juego. Allí, tomarán un saco con piezas magnéticas y regresarán hasta el inicio. Recién en ese momento, el hombre podrá salir del hielo y la ayudará a elevarse para colocar los imanes en su posición final. Una vez que coloque las primeras piezas, podrán ir por el siguiente saco y así sucesivamente hasta completar el total. La mujer que primero coloque todas las piezas magnéticas será la ganadora, la última en hacerlo quedará amenazada junto a su expareja.
  - Pareja nominada: Giuliana Cagna y Luis Mateucci.
- Competencia de salvación: Las mujeres deberán dar las instrucciones para que su expareja pueda salir lo más rápido posible del laberinto. El hombre, tendrá los ojos completamente vendados y así enfrentarán todos los obstáculos hasta encontrar la salida. La pareja que logre el objetivo en el menor tiempo posible, será la ganadora y se salvará del duelo de eliminación.
  - Pareja ganadora: Mariano Brozincevic y Yasmín Valdés.
- Duelo de eliminación: El hombre deberá cruzar los obstáculos del circuito hasta llegar a la estructura. Una vez allí, tendrá que tirar de una cadena para elevar a su expareja que estará dentro de un elevador. Cuando la mujer llegue a lo alto de la estructura, podrá tomar una esfera. El hombre, deberá descender el elevador con su expareja, que le dará la esfera y cruzzará de nuevo el circuito hasta el punto de partida donde la colocará en su posición final. Una vez que el hombre ubique sus cuatro esferas en la posición final, podrá subirse al elevador junto a su expareja y tirar nuevamente la cadena hasta que ambos lleguen a lo alto de la estructura. La primera expareja que consiga llegar al tope de la estructura será la vencedora de este duelo.
  - Tipo de duelo: Fuerza y resistencia.
    - Pareja ganadora: Giuliana Cagna y Luis Mateucci.
    - Pareja perdedora: Gemma Collado y Pascual Fernández.
      - Más votado por el público: Pascual Fernández.
      - Decisión: Venganza.
      - Eliminada: Gemma Collado.

### Semana 5
- Competencia de ex: Las exparejas divididas en dos equipos, tomarán posición frente a un enorme tronco. Junto a su equipo deberán reunir fuerzas para lograr que el tronco llegue hasta el otro extremo del campo de juego. Cuando un equipo lo consiga, se activará un banderín allí ubicado. Recién en ese momento, las exparejas del equipo vencedor deberán correr hasta el otro extremo del campo de juego para tomar un banderín. La primera pareja que tome el banderín será la ganador de la inmunidad.
  - Trío inmune: Mónica Soto, Óscar Garcés y Pascual Fernández.
  - Pareja nominada: Pablo Barrios y Rubí Galusky.
- Competencia individual: Los hombres deberán cruzar los obstáculos del circuito hasta llegar donde se encuentra su ex. Las mujeres estarán vendadas y amarradas de un brazo a una estructura. Al llegar allí, los hombres tendrán que engancharse de un elástico que ellas tendrán agarrado en su otro brazo. Luego, deberán resolver una ecuación matemática para obtener una combinación que les permitirá abrir uno de los tres cofres allí ubicados. Al conseguirlo, podrán tomar una de las piezas del rompecabezas que llevarán de vuelta hasta el inicio del circuito. Tendrán que ir y venir hasta resolver las ecuaciones y rescatar todas las piezas del rompecabezas para ubicarlas en el tablero correspondiente. El hombre que consiga armar primero el rompecabezas será el ganador, el último quedará amenazado junto a su expareja.
  - Pareja nominada: Alberto Púrpura y Camila Recabarren.
- Competencia de salvación: Las mujeres deberán dar las instrucciones para que su expareja pueda salir lo más rápido posible del laberinto. El hombre, tendrá los ojos completamente vendados y así enfrentarán todos los obstáculos hasta encontrar la salida. La pareja que logre el objetivo en el menor tiempo posible, será la ganadora y se salvará del duelo de eliminación.
  - Pareja ganadora: Alexander Bravo e Ingrid Aceitón.
- Duelo de eliminación: Las mujeres deberán descender de la estructura para darle el paso a su ex, que tendrá que superar los obstáculos hasta llegar a un sector donde habrá colgados seis peldaños de madera. El hombre tendrá que llevarlos uno por uno de vuelta hasta donde se encuentra su ex. La mujer tomará el peldaño y trepará hasta el tope de la estructura para colocarlo en la escalera. Luego descenderá de la estructura y le dará nuevamente el pase a su ex que irá por el siguiente peldaño. Una vez que los seis peldaños estén correctamente ubicados en la escalera, el hombre deberá subir para reunirse con su ex en lo alto de la estructura. La primera expareja que complete los seis peldaños de la escalera y llegue hasta el tope de la estructura, será la ganadora.
  - Tipo de duelo: Fuerza y agilidad.
    - Pareja ganadora: Alberto Púrpura y Camila Recabarren.
    - Pareja perdedora: Francisco Huaiquipán y Mitzi Bustos.
      - Más votado por el público: Francisco Huaiquipán.
      - Decisión: Amor.
      - Eliminados: Francisco Huaiquipán y Mitzi Bustos.

### Semana 6
- Competencia de ex: Los hombres deberán cruzar una serie de estribos, que se encuentran en el centro del campo de juego, para llegar hasta el otro extremo de este. Cuando lleguen, las mujeres se insertarán en un gran cajón con barro en busca de un aro que se encuentra perdido en el fondo de este. Cuando consigan encontrarlo, los hombres tomarán el camino de regreso y los trasladarán hasta el otro extremo del campo de juego para ubicarlo sobre una estructura. Cuando lo consigan, los hombres deberán tomar el camino de regreso en busca de otro aro. Cuando logren ubicar los cuatro aros al final del circuito, deberán encestarlos en una gran barra de metal que se encuentra de forma vertical frente a ellos. La primera expareja que consiga encestar los cuatro aros será la ganadora, la última en hacerlo, quedará amenazada.
  - Pareja inmune: Oriana Marzoli y Tony Spina.
  - Pareja nominada: Alberto Púrpura y Camila Recabarren.
- Competencia individual:
  - Pareja nominada: Giuliana Cagna y Luis Mateucci.
- Competencia de salvación: Las mujeres deberán dar las instrucciones para que su expareja pueda salir lo más rápido posible del laberinto. El hombre, tendrá los ojos completamente vendados y así enfrentarán todos los obstáculos hasta encontrar la salida. La pareja que logre el objetivo en el menor tiempo posible, será la ganadora y se salvará del duelo de eliminación.
  - Pareja ganadora: Alberto Púrpura y Camila Recabarren.
- Duelo de eliminación: Las mujeres estarán paradas sobre la estructura junto a tres fardos de paja, el hombre estará en la base junto a cuatro fardos. El hombre, deberá sortear los obstáculos y subir por el laberinto para llevar un fardo hasta lo alto de la estructura. Cuando lo consiga, deberá volver por el laberinto hasta su posición inicial. En ese momento, la mujer podrá iniciar el recorrido descendente para dejar uno de sus fardos en la base de la estructura y retornar hasta su posición inicial. Alternadamente, el hombre y la mujer, intercambiarán la posición de sus fardos de a uno por vez. La expareja que consiga terminar primero el intercambio de sus siete fardos, será la vencedora del duelo de eliminación.
  - Tipo de duelo: Fuerza y resistencia.
    - Pareja ganadora: Aylén Milla y Leandro Penna.
    - Pareja perdedora: Carolina Bermúdez y Pablo Barrios.
      - Más votado por el público: Pablo Barrios.
      - Decisión: Venganza.
      - Eliminada: Carolina Bermúdez.

### Semana 7
- Competencia de ex: Las parejas deberán recolectar agua con un balde, el cual deberán trasladarlo hasta un gran tambor que se encuentran en el centro del campo de juego. Cuando el tambor este completamente lleno, el hombre podrá pasar hasta el final del campo de juego junto a su pareja, la cual, con sus brazos deberá alcanzar una pelota que se encuentra en lo alto de la estructura. Para que esto sea posible, el hombre deberá alzarla con la fuerza de sus brazos. Cuando consigantomar la pelota, deberán realizar el camino de regreso y depositar la pelota en el inicio del campo de juego. La primera pareja que logre obtener las tres pelotas y regrese hasta el punto final para alzar la bandera de su pareja, será la ganadora.
  - Pareja inmune: Galadriel Caldirola y Marco Ferri.
  - Pareja nominada: Alberto Púrpura y Camila Recabarren.
- Competencia individual: Los hombres, deberán trasladarse de un extremo al otro del campo de juego cruzando un circuito de obstáculos. Cuando lo logren, las mujeres podrán correr hasta una fuente donde se encuentran diversos pescados muertos, los cuales deberán entregárselos, solo con la boca, a su expareja. Cuando lo consigan, los hombres deberán tomar el camino de regreso y depositar el pescado en una nueva fuente. La primera expareja que logre reunir los cinco pescados será la ganadora, la última en conseguirlo, quedará amenazada.
  - Pareja nominada: Mónica Soto, Óscar Garcés y Pascual Fernández.
- Competencia de salvación: Las mujeres deberán dar las instrucciones para que su expareja pueda salir lo más rápido posible del laberinto. El hombre, tendrá los ojos completamente vendados y así enfrentarán todos los obstáculos hasta encontrar la salida. La pareja que logre el objetivo en el menor tiempo posible, será la ganadora y se salvará del duelo de eliminación.
  - Pareja ganadora: Alexander Bravo, Ingrid Aceitón y Pablo Barrios.
- Duelo de eliminación:
  - Tipo de duelo: Fuerza y resistencia.
    - Pareja ganadora: Aylén Milla y Leandro Penna.
    - Pareja perdedora: Alberto Púrpura y Camila Recabarren.
      - Más votado por el público: Camila Recabarren.
      - Decisión: Venganza.
      - Eliminado: Alberto Púrpura.

### Semana 8
- Competencia de ex: Las exparejas deberán trasladarse juntas por los barriles usando una gran tabla como puente sin tocar el piso, luego tendrán que atravesar los obstáculos del circuito hasta llegar al otro extremo del campo de juego. Cuando lo consigan tomaran una de las tres bolas y cruzaran nuevamente los obstáculos hasta la mitad del campo de juego, allí la mujer colocara la bola sobre un soporte y usando un péndulo deberá rescatarla. Al lograrlo deberá regresar con su expareja hasta el punto de partida para colocar la bola sobre una base, cumplido esto podrán ir por la siguiente bola. Una vez que coloquen sus 3 bolas en la base, el hombre deberá lanzarla una a una hasta que las tres queden pegadas en su posición final. La primera expareja que ubique sus tres bolas en la posición final será la ganadora, la última en lograrlo, quedará amenazada.
  - Pareja inmune: Oriana Marzoli y Tony Spina.
  - Pareja nominada: Alexander Bravo, Ingrid Aceitón y Pablo Barrios.
- Competencia individual: Las mujeres, deberán atravesar todos los obstáculos del circuito hasta llegar al otro extremo del campo de juego. Allí habrá cinco esferas, deberán tomar una de las esferas y trasladarla de vuelta al punto de partida donde la colocaran en su posición final. Cuando lo consigan podrán ir por la siguiente esfera, la primera mujer que coloque sus cinco esferas en la posición final será la ganadora, la última en lograrlo quedara amenazada.
  - Pareja nominada: Giuliana Cagna y Luis Mateucci.
- Competencia de salvación: Los hombres tendrán que atravesar todos los obstáculos del laberinto hasta encontrar el camino que los llevara hasta su expareja que lo estará esperando con los ojos vendados. Cuando lo consigan podrán sacarle la venda a la mujer para poder salir juntos del laberinto, la expareja que logre el objetivo en el menor tiempo, será la ganadora de esta competencia y se salvara de ir al duelo de eliminación.
  - Pareja ganadora: Mariano Brozincevic, Yasmín Valdés y Paula Bolatti.
- Duelo de eliminación: La mujer, deberá subir a lo alto de la estructura para tomar uno de los cinco bastones metálicos allí ubicados. Junto a su ex, tendrán que resolver y cruzar por los obstáculos del circuito hasta llegar de nuevo a la estructura, ambos deberán subir a lo alto y allí el hombre colocara el bastón en su posición final. Cuando lo consigan cruzaran de vuelta el circuito para poder tomar el siguiente bastón. La primera expareja que consiga colocar sus 5 bastones en la posición final será la vencedora de este duelo.
  - Tipo de duelo: Equilibro y destreza.
    - Pareja ganadora: Giuliana Cagna y Luis Mateucci.
    - Pareja perdedora: Aylén Milla y Leandro Penna.
      - Más votado por el público: Aylén Milla.
      - Decisión: Venganza.
      - Eliminado/a: Leandro Penna.

### Semana 9
- Competencia de ex: Los participantes se dividirán en dos equipos. Ambos estarán amarrados a una rueda gigante uno de cada lado, los equipos deberán usar todas sus fuerzas para llevar la rueda hasta su sector. Cuando uno de ellos lo consiga y la rueda toque la madera que sirve de tope, deberán correr al extremo opuesto para obtener la bandera allí colocada. La pareja del equipo vencedor que primero consiga tomar la bandera, ganara la inmunidad.
  - Pareja inmune: Joaquín Méndez, Camila Recabarren y Flavia Medina.
  - Pareja nominada: Mónica Soto, Óscar Garcés y Pascual Fernández.
- Competencia individual: Las mujeres, deberán atravesar y resolver todos los obstáculos del circuito hasta llegar al otro extremo del campo de juego. Allí habrá tres pequeñas esferas metálicas colocadas en una base, con el imán que tienen en sus cabezas tendrán que atraer una esfera hasta que esta se pegue al imán para llevarla de vuelta por el circuito hasta el punto de partida. Cuando lo consigan, deberán usar las orejas del hombre para que el a través de la fuerza y resistencia que tengan ellas logre elevar la esfera hasta el imán ubicado en lo alto de la estructura. Una vez que la esfera quede pegada en su posición final la mujer podrá cruzar nuevamente el circuito para ir por la siguiente esfera, la primera mujer que con la ayuda de su ex logre colocar sus tres esferas en la posición final será la ganadora de esta competencia, la última en lograrlo quedara amenazada.
  - Pareja nominada: Mariano Brozincevic, Yasmín Valdés y Paula Bolatti.
- Competencia de salvación: Los hombres, tendrán que atravesar todos los obstáculos del laberinto para obtener los seis banderines allí distribuidos. Cuando lo consigan deberán encontrar el camino que los llevara a su expareja que los estará esperando con los ojos vendados, una vez junto a ella podrán sacarle la venda y entregarle los seis banderines para que ella los coloque en so posición final. la pareja que logre el objetivo en el menor tiempo, será la ganadora de esta competencia y se salvara de ir al duelo de eliminación.
  - Pareja ganadora: Tony Spina, Katherina Contreras y Flavia Medina.
- Duelo de eliminación: La mujer, deberá atravesar por la estructura y luego subir a lo alto para cortar una cuerda que sostiene uno de los cinco bastones metálicos allí colgados. Cuando lo consigan deberá descender y volver al punto de partida. En ese momento el hombre podrá tomar el bastón y cruzara la estructura para ir hasta el barril y colocar el bastón encima del mismo, luego deberá engancharse al barril y tendrá que vencer su peso para llegar a tomar uno de los cinco banderines ubicados al frente de la estructura. Una vez que lo logre deberá trepar por una escalera y colocar el banderín en su posición en lo alto de la misma, luego la mujer trepara de nuevo la estructura mientras el hombre hará un gran esfuerzo para elevar nuevamente el barril, cuando el barril este arriba la mujer tomara el bastón metálico y lo colocara en su posición final en lo alto de la estructura. Recién ahí podrán ir por el siguiente bastón. La primera expareja que consiga colocar sus cinco bastones en la posición final, será la vencedora de este duelo.
  - Tipo de duelo: Fuerza y equilibrio.
    - Pareja ganadora: Giuliana Cagna y Luis Mateucci.
    - Pareja perdedora: Mariano Brozincevic, Yasmín Valdés y Paula Bolatti.
      - Más votado por el público: Mariano Brozincevic.
      - Decisión: Amor.
      - Eliminado/a: Mariano Brozincevic y Yasmín Valdés.

### Semana 10
- Competencia de ex: Las exparejas partirán desde uno de los extremos del campo de juego, deberán dirigirse a una plataforma para tirar de las cuerdas que traerá hacia ellos un pequeño barril que se deslizara por los rieles. Cuando atraigan el barril tendrán que usar todas las fuerzas de sus para cruzar rápidamente hasta el otro lado de uno a la vez. Al conseguirlo, correrán hasta un balancín ubicado al otro extremo del campo de juego. Allí, el hombre ayudara a la mujer a elevarse para obtener uno de los cuatro fardos ubicados en lo alto de la estructura, deberán cruzar el fardo de vuelta por todo el circuito hasta el punto de partida donde ambos tendrán que depositarlo en su posición final. Cuando lo logren podrán ir por el siguiente fardo. La primera expareja que consiga colocar sus fardos en la posición final, será la vencedora de esta competencia, la última en lograrlo quedara amenazada.
  - Cuarteto Ganador: Galadriel Caldirola, Leandro Penna, Aylén Milla y Marco Ferri.
  - Trío nominado: Mónica Soto, Óscar Garcés y Pascual Fernández.
- Competencia individual: Los hombres partirán desde uno de los extremos del campo de juego, deberán cruzar por todos los obstáculos hasta llegar al otro lado. Allí estará su ex que deberá esperar que el hombre destape uno de los tres platos ahí ubicados para que ella pueda tomar usando solo su boca uno de los dos corazones escondidos en el plato. Solo con sus bocas deberán pasarse el corazón para que el hombre lo lleve cruzando todo el circuito de vuelta hasta el punto de partida donde lo colocara en su posición final, luego podrá volver por el siguiente corazón. Deberán destapar cada uno de los tres platos que contienen hielo, un caldo picante y carne cruda hasta rescatar los seis corazones allí distribuidos. El hombre que primero coloque sus seis corazones en la posición final será el ganador de esta competencia, el último en lograrlo quedara amenazado junto al resto de su equipo.
  - Cuarteto nominado: Aylén Milla, Galadriel Caldirola, Leandro Penna y Marco Ferri.
- Competencia de salvación: Los hombres tendrán que ingresar al laberinto con el objetivo de encontrar dos banderines ocultos en los barriles allí distribuidos. Deberán atravesar todos los obstáculos hasta lograr su objetivo, cuando consigan ambos banderines tendrán que encontrar el camino que los lleve hasta su expareja que los estará esperando con los ojos vendados. Al encontrarla, podrá sacarle la venda y entregarle los banderines para que ella los coloque en su posición final fuera del laberinto. La expareja que logre el objetivo en el menor tiempo, será la ganadora de esta competencia y se salvara de ir al duelo de eliminación.
  - Trío ganador: Mónica Soto, Óscar Garcés y Pascual Fernández.
- Duelo de eliminación: Cada expareja partirá desde lo alto de la estructura, ambos deberán bajar para que el hombre eleve un trapecio que subirá a la mujer hasta que ella pueda despegar uno de los cuatro corazones ubicados en lo alto. Cuando lo consigan, deberán atravesar los obstáculos del circuito hasta que el hombre se ubique sobre un barril mientras que su expareja atraviesa una combinación de escaleras. Una vez que la mujer termine, podrán ir hasta las cuatro cajas ubicadas frente a ellos para pegar el corazón sobre una caja. A continuación, podrán descubrir una pizarra con una ecuación matemática cuyo resultado les permitirá obtener la combinación para abrir la caja, dentro encontraran un nuevo corazón. Deberán trasladarlo de vuelta hasta el punto de partida para que la mujer lo coloque en su posición final en lo alto de la estructura, al lograrlo podrán volver a empezar para ir por el siguiente corazón. La primera expareja que consiga colocar sus cuatro corazones en la posición final, será la vencedora de este duelo.
  - Tipo de duelo: Agilidad.
    - Pareja ganadora: Bárbara Córdoba y Luis Mateucci.
    - Pareja perdedora: Tony Spina y Katherina Contreras.
      - Más votado por el público:Tony Spina.
      - Decisión: Venganza.
      - Eliminado/a: Katherina Contreras.

### Semana 11
- Competencia de ex: Las exparejas partirán desde uno de los extremos del campo de juego, sobre una plataforma deberán jalar las cuerdas para traer una silla colgante desde el otro extremo. Cuando lo consigan el hombre podrá subirse y usando toda la fuerza de sus brazos tendrá que llegar lo más rápido posible hasta el otro lado, luego trasladara la silla para que la mujer haga el mismo recorrido. Cuando ambos se encuentren en el otro extremo podrán ir hasta el barril allí ubicado, deberán extraer el agua del barril para tratar de llenar un recipiente con varios agujeros en su interior. Una vez que llenen el recipiente volverán a subir a la plataforma, el hombre deberá pasar nuevamente con la silla colgante hacia el punto de inicio, luego lo hará la mujer que deberá trasladar el recipiente con agua. Cuando ambos consigan llegar al punto de partida con el recipiente podrán volcar el agua en un tubo para elevar la esfera alojada dentro del mismo. Las exparejas deberán ir y venir la cantidad de veces necesarias hasta conseguir el volumen de agua suficiente para sacar la esfera del tubo. La primera expareja que consiga liberar la esfera habrá ganado la competencia y se quedara con la inmunidad de esta semana, la última en conseguirlo quedara amenazada.
  - Trío ganador: Camila Recabarren, Joaquín Méndez y Paula Bolatti
  - 1° Cuarteto nominado: Leandro Penna, Galadriel Caldirola, Marco Ferri y Aylén Milla
  - 2° Trío nominado: Pablo Barrios, Alexander Bravo y Ingrid Aceitón
- Competencia individual: Las mujeres partirán desde uno de los extremos del campo de juego, deberán cruzar todos los obstáculos del circuito con la ayuda de una tabla de madera que le servirá como escalera y como puente. Cuando lleguen al otro extremo del campo de juego tendrán que rescatar uno de los tres tapones alojados en los barriles que están por encima de sus exparejas, deberán llevar el tapón de vuelta por el circuito hasta llegar al punto de partida. Al llegar podrán colocar el tapón en su posición final. A continuación, volverán a cruzar todos los obstáculos para ir por el siguiente tapón. La primera mujer que coloque sus tres tapones en la posición final será la ganadora de esta competencia, la última en lograrlo quedara amenazada junto al resto de su equipo.
  - Trío ganador: Mónica Soto, Óscar Garcés y Pascual Fernández.
  - Cuarteto nominado: Bárbara Córdoba, Giuliana Cagna, Luis Mateucci y Oriana Marzoli.
- Duelo de eliminación: La mujer deberá trepar a la cima de la estructura, luego el hombre podrá cargar dos tablas de madera en un barril que tendrá que elevar para que ella tome las dos tablas y baje de la estructura para colocarlas con el objetivo de completar la primera de las tres paredes allí ubicadas como obstáculos. Luego de colocar las primeras dos tablas la mujer deberá subir nuevamente a la estructura para que el hombre le alcance dos tablas, así sucesivamente hasta completar la cantidad de tablas necesarias para terminar la pared. Al completar el primer obstáculo el hombre deberá atravesarlo para ir por uno de los cinco banderines que colocara sobre el barril, lo arrastrara por el circuito hasta llegar a otra base en donde están colocados otros cinco banderines de diferente color. Deberán intercambiar ambos banderines y luego el hombre deberá llevar el barril hasta el punto de partida, allí colocaran el banderín en su posición final. La primera expareja que logre intercambiar de posición sus cinco banderines, será la vencedora de este duelo.
  - Tipo de duelo: Fuerza y Destreza.
    - Pareja ganadora: Tony Spina y Flavia Medina
    - Pareja perdedora: Alexander Bravo, Ingrid Aceitón y Pablo Barrios.
      - Más votado por el público: Ingrid Aceitón.
      - Decisión: Venganza.
      - Eliminado/a: Pablo Barrios.

### Semana 12
- Competencia de ex:
  - Trío ganador: Camila Recabarren, Joaquín Méndez y Paula Bolatti.
  - Cuarteto nominado: Bárbara Córdoba, Giuliana Cagna, Luis Mateucci y Oriana Marzoli.
- Competencia individual:
  - Pareja nominada: Alexander Bravo e Ingrid Aceitón.
- Competencia de salvación:
  - Pareja ganadora: Alexander Bravo e Ingrid Aceitón.
- Duelo de eliminación:
  - Tipo de duelo: Agilidad y resistencia.
    - Pareja ganadora: Tony Spina y Flavia Medina.
    - Pareja perdedora: Bárbara Córdoba, Giuliana Cagna, Luis Mateucci y Oriana Marzoli.
      - Más votado por el público: Luis Mateucci.
      - Decisión: Venganza.
      - Eliminado/a: Giuliana Cagna.

### Semana 13
- Competencia de ex:
  - Trío ganador: Camila Recabarren, Joaquín Méndez y Paula Bolatti.
  - Trío nominado: Mónica Soto, Óscar Garcés y Pascual Fernández.
- Competencia individual:
  - Pareja nominada: Alexander Bravo e Ingrid Aceitón.
- Competencia de salvación:
  - Pareja ganadora: Mónica Soto, Óscar Garcés y Pascual Fernández.
- Duelo de eliminación:
  - Tipo de duelo: Destreza.
    - Pareja ganadora: Alexander Bravo e Ingrid Aceitón.
    - Pareja perdedora: Tony Spina y Flavia Medina.
      - Eliminado/a: Tony Spina y Flavia Medina.

### Semana 14
- Competencia de ex:
  - Pareja ganadora: Aylén Milla y Marco Ferri.
  - Pareja nominada: Mónica Soto y Pascual Fernández.
- Competencia individual:
  - Pareja nominada: Alexander Bravo e Ingrid Aceitón Ingrid Aceitón.
- Competencia de salvación:
  - Pareja ganadora: Mónica Soto y Pascual Fernández.
- Duelo de eliminación:
  - Tipo de duelo: Agilidad y fuerza.
    - Pareja ganadora: Aylén Milla y Marco Ferri.
    - Pareja perdedora: Alexander Bravo e Ingrid Aceitón.
      - Eliminados: Alexander Bravo e Ingrid Aceitón.

### Semana 15
- Competencia de ex:
  - Pareja ganadora: Galadriel Caldirola y Leandro Penna.
  - Pareja nominada: Mónica Soto y Pascual Fernández.
- Competencia individual:
  - Pareja nominada: Luis Mateucci y Oriana Marzoli.
- Duelo de eliminación:
  - Tipo de duelo: Destreza y equilibrio.
    - Pareja ganadora: Aylén Milla y Marco Ferri.
    - Pareja perdedora: Mónica Soto y Pascual Fernández.
      - Eliminados: Mónica Soto y Pascual Fernández.

### Semana 16
- Duelo de eliminación:
  - Tipo de duelo: Agilidad y resistencia.
    - Pareja ganadora: Luis Mateucci y Oriana Marzoli.
    - Pareja perdedora: Aylén Milla y Marco Ferri.
      - Eliminados: Aylén Milla y Marco Ferri.

## Gran final
En la semana 14 del transcurso del programa, se anunció a Camila Recabarren y Joaquín Méndez como los favoritos del público, ganando un viaje a México y convirtiéndose en los primeros finalistas de ¿Volverías con tu ex?
| Resultados                          |
| Parejas                             |
| ----------------------------------- |
| Camila Recabarren & Joaquín Méndez  |
| Galadriel Caldirola & Leandro Penna |

Se realizó el día lunes 27 de junio de 2016, a las 22:30 horas, en el sector de Calera de Tango, la semifinal y final fue transmitida en vivo y en directo, en donde la pareja de Oriana Marzoli & Luis Mateucci se alzaron como los grandes ganadores y se adjudicaron el premio de $40.000.000 
| Parejas         | Semifinalistas                    | Tipo de Competencia                       | Finalistas                       | Tipo de Duelo                                   | Ganadores                    |
| --------------- | --------------------------------- | ----------------------------------------- | -------------------------------- | ----------------------------------------------- | ---------------------------- |
| Pareja Número 1 | Camila Recabarren Joaquín Méndez  | Habilidad, agilidad, resistencia y fuerza | Camila Recabarren Joaquín Méndez | Habilidad, coordinación, resistencia y destreza | Oriana Marzoli Luis Mateucci |
| Pareja Número 2 | Galadriel Caldirola Leandro Penna | Habilidad, agilidad, resistencia y fuerza |                                  | Habilidad, coordinación, resistencia y destreza | Oriana Marzoli Luis Mateucci |
| Pareja Número 3 | Oriana Marzoli Luis Mateucci      | Habilidad, agilidad, resistencia y fuerza | Oriana Marzoli Luis Mateucci     | Habilidad, coordinación, resistencia y destreza | Oriana Marzoli Luis Mateucci |

## Recepción
| Lista de ratings | Lista de ratings | Lista de ratings | Lista de ratings | Lista de ratings | Lista de ratings       | Lista de ratings | Lista de ratings             | Lista de ratings |
| Semana           | Episodio         | Día              | Fecha            | Instancia | Horario (hora chilena) | Rating           | Lugar en la sintonía del día | Fuente           |
| ---------------- | ---------------- | ---------------- | ---------------- | --- | ---------------------- | ---------------- | ---------------------------- | ---------------- |
| 1                | 1                | Martes           | 19 de enero      | Presentación del programa                                                                                                   | 23:21 - 00:27          | 21,6             | Tercero                      | [ 28 ]           |
| 1                | 2                | Miércoles        | 20 de enero      | Competencia de ex | 23:22 - 01:10          | 22,9             | Segundo                      | [ 29 ]           |
| 1                | 3                | Jueves           | 21 de enero      | Expulsión Angélica Expulsión Francisco                                                                                      | 23:28 - 01:07          | 20,2             | Cuarto                       | [ 30 ]           |
| 2                | 4                | Domingo          | 24 de enero      | Competencia de ex | 23:28 - 01:09          | 18,7             | Segundo                      | [ 31 ]           |
| 2                | 5                | Lunes            | 25 de enero      | Sin competencias | 23:27 - 00:35          | 20,8             | Quinto                       | [ 32 ]           |
| 2                | 6                | Martes           | 26 de enero      | Competencia individual | 23:20 - 00:29          | 21,9             | Tercero                      | [ 33 ]           |
| 2                | 7                | Miércoles        | 27 de enero      | Sin competencias | 23:16 - 00:29          | 22,2             | Segundo                      | [ 34 ]           |
| 2                | 8                | Jueves           | 28 de enero      | Sin competencias | 23:17 - 01:18          | 16,9             | Quinto                       | [ 35 ]           |
| 2                | 9                | Domingo          | 31 de enero      | Asamblea extraordinaria Nominación "Ex pareja inmune" Competencia de salvación                                              | 23:15 - 01:17          | 16,9             | Segundo                      | [ 36 ]           |
| 2                | 10               | Lunes            | 1 de febrero     | Sin competencias | 23:14 - 00:18          | 18,8             | Cuarto                       | [ 37 ]           |
| 2                | 11               | Martes           | 2 de febrero     | «Voto del público» Eliminación                                                                                              | 23:16 - 00:23          | 20,2             | Segundo                      | [ 38 ]           |
| 3                | 12               | Miércoles        | 3 de febrero     | Competencia de ex | 23:14 - 00:23          | 22,2             | Primero                      | [ 39 ]           |
| 3                | 13               | Jueves           | 4 de febrero     | Competencia individual | 23:15 - 01:15          | 21,0             | Tercero                      | [ 40 ]           |
| 3                | 14               | Domingo          | 7 de febrero     | Sin competencias | 23:15 - 01:11          | 16,8             | Primero                      | [ 41 ]           |
| 3                | 15               | Lunes            | 8 de febrero     | Sin competencias | 23:14 - 00:27          | 20,8             | Segundo                      | [ 42 ]           |
| 3                | 16               | Martes           | 9 de febrero     | Asamblea extraordinaria | 23:19 - 00:29          | 23,6             | Primero                      | [ 43 ]           |
| 3                | 17               | Miércoles        | 10 de febrero    | Nominación "Ex pareja inmune" Competencia de salvación                                                                      | 23:16 - 00:28          | 22,6             | Primero                      | [ 44 ]           |
| 3                | 18               | Jueves           | 11 de febrero    | «Voto del público» Eliminación                                                                                              | 23:23 - 01:32          | 19,8             | Segundo                      | [ 45 ]           |
| 4                | 19               | Domingo          | 14 de febrero    | Ingresa Giuliana | 23:19 - 01:27          | 18,7             | Primero                      | [ 46 ]           |
| 4                | 20               | Lunes            | 15 de febrero    | Competencia de ex | 23:16 - 00:30          | 21,5             | Tercero                      | [ 47 ]           |
| 4                | 21               | Martes           | 16 de febrero    | Sin competencias | 23:17 - 00:33          | 24,2             | Primero                      | [ 48 ]           |
| 4                | 22               | Miércoles        | 17 de febrero    | Competencia individual | 23:15 - 00:38          | 23,6             | Segundo                      | [ 49 ]           |
| 4                | 23               | Jueves           | 18 de febrero    | Asamblea extraordinaria | 23:13 - 01:21          | 21,8             | Segundo                      | [ 50 ]           |
| 4                | 24               | Domingo          | 21 de febrero    | Nominación "Ex pareja inmune" Competencia de salvación                                                                      | 23:20 - 01:30          | 22,9             | Primero                      | [ 51 ]           |
| 4                | 25               | Lunes            | 22 de febrero    | «Voto del público» Eliminación                                                                                              | 23:18 - 00:37          | 18,1             | Cuarto                       | [ 52 ]           |
| 5                | 26               | Martes           | 23 de febrero    | Competencia de ex | 23:15 - 00:29          | 18,5             | Quinto                       | [ 53 ]           |
| 5                | 27               | Miércoles        | 24 de febrero    | Sin competencias | 23:14 - 00:32          | 18,9             | Tercero                      | [ 54 ]           |
| 5                | 28               | Jueves           | 25 de febrero    | Competencia individual | 23:15 - 01:18          | 19,8             | Tercero                      | [ 55 ]           |
| 5                | 29               | Domingo          | 28 de febrero    | Sin competencias | 23:19 - 01:42          | 20,8             | Primero                      | [ 56 ]           |
| 5                | 30               | Lunes            | 29 de febrero    | Asamblea extraordinaria | 22:33 - 00:08          | 23,1             | Tercero                      | [ 57 ]           |
| 5                | 31               | Martes           | 1 de marzo       | Nominación "Ex pareja inmune" Competencia de salvación                                                                      | 22:35 - 00:03          | 20,7             | Primero                      | [ 58 ]           |
| 5                | 32               | Miércoles        | 2 de marzo       | Sin competencias | 22:35 - 00:02          | 24,5             | Primero                      | [ 59 ]           |
| 5                | 33               | Jueves           | 3 de marzo       | «Voto del público» Eliminación Ingresa Aylén Ingresa Leandro                                                                | 22:38 - 00:50          | 24,6             | Primero                      | [ 60 ]           |
| 6                | 34               | Domingo          | 6 de marzo       | Competencia de ex Expulsión Rubí                                                                                            | 22:36 - 00:44          | 23,1             | Primero                      | [ 61 ]           |
| 6                | 35               | Lunes            | 7 de marzo       | Sin competencias | 22:36 - 00:10          | 25,0             | Primero                      | [ 62 ]           |
| 6                | 36               | Martes           | 8 de marzo       | Ingresa Carolina Competencia individual                                                                                     | 22:34 - 23:53          | 23,5             | Primero                      | [ 63 ]           |
| 6                | 37               | Miércoles        | 9 de marzo       | Sin competencias | 22:35 - 23:59          | 25,7             | Primero                      | [ 64 ]           |
| 6                | 38               | Jueves           | 10 de marzo      | Asamblea extraordinaria | 22:35 - 00:57          | 24,1             | Primero                      | [ 65 ]           |
| 6                | 39               | Domingo          | 13 de marzo      | Nominación "Ex pareja inmune" Competencia de salvación                                                                      | 22:36 - 00:48          | 20,8             | Primero                      | [ 66 ]           |
| 6                | 40               | Lunes            | 14 de marzo      | Sin competencias | 22:35 - 00:06          | 24,1             | Primero                      | [ 67 ]           |
| 6                | 41               | Martes           | 15 de marzo      | «Voto del público» Eliminación                                                                                              | 22:35 - 00:04          | 22,8             | Primero                      | [ 68 ]           |
| 7                | 42               | Miércoles        | 16 de marzo      | Competencia de ex | 22:35 - 00:11          | 21,7             | Primero                      | [ 69 ]           |
| 7                | 43               | Jueves           | 17 de marzo      | Competencia individual | 22:38 - 00:33          | 23,4             | Primero                      | [ 70 ]           |
| 7                | 44               | Domingo          | 20 de marzo      | Sin competencias | 22:34 - 00:49          | 21,7             | Primero                      | [ 71 ]           |
| 7                | 45               | Lunes            | 21 de marzo      | Sin competencias | 22:43 - 00:17          | 24,7             | Primero                      | [ 72 ]           |
| 7                | 46               | Martes           | 22 de marzo      | Asamblea extraordinaria | 22:38 - 00:07          | 22,9             | Primero                      | [ 73 ]           |
| 7                | 47               | Miércoles        | 23 de marzo      | Nominación "Ex pareja inmune" Competencia de salvación                                                                      | 22:40 - 00:02          | 23,3             | Primero                      | [ 74 ]           |
| 7                | 48               | Jueves           | 24 de marzo      | Sin competencias | 23:44 - 00:49          | 18,8             | Tercero                      | [ 75 ]           |
| 7                | 49               | Domingo          | 27 de marzo      | «Voto del público» Eliminación                                                                                              | 22:33 - 00:34          | 22,1             | Primero                      | [ 76 ]           |
| 8                | 50               | Lunes            | 28 de marzo      | Competencia de ex Ingresa Katherina Ingresa Paula                                                                           | 22:35 - 00:02          | 24,0             | Primero                      | [ 77 ]           |
| 8                | 51               | Martes           | 29 de marzo      | Sin competencias | 23:45 - 00:58          | 24,7             | Tercero                      | [ 78 ]           |
| 8                | 52               | Miércoles        | 30 de marzo      | Competencia individual | 22:34 - 00:02          | 22,9             | Primero                      | [ 79 ]           |
| 8                | 53               | Jueves           | 31 de marzo      | Sin competencias | 22:35 - 00:37          | 24,5             | Primero                      | [ 80 ]           |
| 8                | 54               | Domingo          | 3 de abril       | Sin competencias | 22:34 - 00:40          | 23,3             | Primero                      | [ 81 ]           |
| 8                | 55               | Lunes            | 4 de abril       | Sin competencias | 22:38 - 00:03          | 23,4             | Primero                      | [ 82 ]           |
| 8                | 56               | Martes           | 5 de abril       | Asamblea extraordinaria Nominación "Ex pareja inmune"                                                                       | 22:37 - 00:10          | 23,7             | Primero                      | [ 83 ]           |
| 8                | 57               | Miércoles        | 6 de abril       | Competencia de salvación | 22:33 - 23:57          | 24,6             | Primero                      | [ 84 ]           |
| 8                | 58               | Jueves           | 7 de abril       | «Voto del público» Eliminación                                                                                              | 22:35 - 00:48          | 21,8             | Primero                      | [ 85 ]           |
| 9                | 59               | Domingo          | 10 de abril      | Competencia de ex | 22:35 - 00:45          | 23,4             | Primero                      | [ 86 ]           |
| 9                | 60               | Lunes            | 11 de abril      | Competencia individual | 22:36 - 00:14          | 25,0             | Primero                      | [ 87 ]           |
| 9                | 61               | Martes           | 12 de abril      | Sin competencias | 22:38 - 00:06          | 24,0             | Primero                      | [ 88 ]           |
| 9                | 62               | Miércoles        | 13 de abril      | Sin competencias | 22:39 - 00:04          | 24,8             | Primero                      | [ 89 ]           |
| 9                | 63               | Jueves           | 14 de abril      | Expulsión Oriana | 22:33 - 00:52          | 23,2             | Primero                      | [ 90 ]           |
| 9                | 64               | Domingo          | 17 de abril      | Asamblea extraordinaria Nominación "Ex pareja inmune" Competencia de salvación                                              | 22:58 - 01:30          | 23,5             | Primero                      | [ 91 ]           |
| 9                | 65               | Lunes            | 18 de abril      | Sin competencias | 22:35 - 00:03          | 23,9             | Primero                      | [ 92 ]           |
| 9                | 66               | Martes           | 19 de abril      | «Voto del público» Eliminación                                                                                              | 23:28 - 00:54          | 22,4             | Primero                      | [ 93 ]           |
| 10               | 67               | Miércoles        | 20 de abril      | Reingresa Leandro Reingresa Bárbara                                                                                         | 22:28 - 23:32          | 21,6             | Primero                      | [ 94 ]           |
| 10               | 68               | Jueves           | 21 de abril      | Competencia de ex | 22:40 - 00:53          | 22,3             | Primero                      | [ 95 ]           |
| 10               | 69               | Domingo          | 24 de abril      | Sin competencias | 22:39 - 00:44          | 19,4             | Primero                      | [ 96 ]           |
| 10               | 70               | Lunes            | 25 de abril      | Sin competencias | 22:29 - 23:34          | 19,7             | Segundo                      | [ 97 ]           |
| 10               | 71               | Martes           | 26 de abril      | Competencia individual | 22:36 - 23:42          | 19,9             | Primero                      | [ 98 ]           |
| 10               | 72               | Miércoles        | 27 de abril      | Asamblea extraordinaria | 22:29 - 23:36          | 19,5             | Segundo                      | [ 99 ]           |
| 10               | 73               | Jueves           | 28 de abril      | Nominación "Ex pareja inmune" Competencia de salvación                                                                      | 22:35 - 00:52          | 20,0             | Primero                      | [ 100 ]          |
| 10               | 74               | Domingo          | 1 de mayo        | «Voto del público» Eliminación Reingresa Oriana                                                                             | 22:36 - 00:50          | 20,1             | Primero                      | [ 101 ]          |
| 11               | 75               | Lunes            | 2 de mayo        | Sin competencias | 22:30 - 23:45          | 23,1             | Primero                      | [ 102 ]          |
| 11               | 76               | Martes           | 3 de mayo        | Competencia de ex | 22:29 - 23:44          | 20,2             | Segundo                      | [ 103 ]          |
| 11               | 77               | Miércoles        | 4 de mayo        | Sin competencias | 22:30 - 23:44          | 23,3             | Primero                      | [ 104 ]          |
| 11               | 78               | Jueves           | 5 de mayo        | Competencia individual | 22:36 - 00:54          | 23,1             | Primero                      | [ 105 ]          |
| 11               | 79               | Domingo          | 8 de mayo        | Asamblea extraordinaria Nominación "Ex pareja inmune" Competencia de salvación                                              | 22:37 - 00:51          | 19,6             | Primero                      | [ 106 ]          |
| 11               | 80               | Lunes            | 9 de mayo        | Sin competencias | 22:30 - 23:45          | 21,6             | Segundo                      | [ 107 ]          |
| 11               | 81               | Martes           | 10 de mayo       | Sin competencias | 22:32 - 23:44          | 21,3             | Primero                      | [ 108 ]          |
| 11               | 82               | Miércoles        | 11 de mayo       | «Voto del público» Eliminación                                                                                              | 22:31 - 23:46          | 21,8             | Primero                      | [ 109 ]          |
| 12               | 83               | Jueves           | 12 de mayo       | Competencia de ex Competencia individual                                                                                    | 22:36 - 01:11          | 20,8             | Segundo                      | [ 110 ]          |
| 12               | 84               | Domingo          | 15 de mayo       | Sin competencias | 22:37 - 00:48          | 19,6             | Primero                      | [ 111 ]          |
| 12               | 85               | Lunes            | 16 de mayo       | Sin competencias | 22:31 - 23:47          | 21,0             | Segundo                      | [ 112 ]          |
| 12               | 86               | Martes           | 17 de mayo       | Sin competencias | 22:31 - 23:46          | 19,9             | Segundo                      | [ 113 ]          |
| 12               | 87               | Miércoles        | 18 de mayo       | Asamblea extraordinaria | 22:31 - 23:46          | 24,0             | Primero                      | [ 114 ]          |
| 12               | 88               | Jueves           | 19 de mayo       | Nominación "Ex pareja inmune" Competencia de salvación                                                                      | 22:36 - 00:52          | 20,9             | Segundo                      | [ 115 ]          |
| 12               | 89               | Domingo          | 22 de mayo       | «Voto del público» Eliminación                                                                                              | 22:39 - 00:51          | 21,4             | Primero                      | [ 116 ]          |
| 13               | 90               | Lunes            | 23 de mayo       | Competencia de ex | 22:36 - 23:49          | 21,3             | Primero                      | [ 117 ]          |
| 13               | 91               | Martes           | 24 de mayo       | Sin competencias | 22:31 - 23:45          | 21,8             | Segundo                      | [ 118 ]          |
| 13               | 92               | Miércoles        | 25 de mayo       | Sin competencias | 22:36 - 23:44          | 20,7             | Segundo                      | [ 119 ]          |
| 13               | 93               | Jueves           | 26 de mayo       | Competencia individual | 22:39 - 00:50          | 19,3             | Segundo                      | [ 120 ]          |
| 13               | 94               | Domingo          | 29 de mayo       | Asamblea extraordinaria | 22:38 - 00:39          | 21,3             | Primero                      | [ 121 ]          |
| 13               | 95               | Lunes            | 30 de mayo       | Nominación "Ex pareja inmune" Competencia de salvación                                                                      | 22:29 - 23:41          | 21,0             | Segundo                      | [ 122 ]          |
| 13               | 96               | Martes           | 31 de mayo       | Sin competencias | 22:34 - 23:41          | 22,9             | Primero                      | [ 123 ]          |
| 13               | 97               | Jueves           | 2 de junio       | «Voto del público» Eliminación                                                                                              | 22:39 - 00:36          | 19,6             | Tercero                      | [ 124 ]          |
| 14               | 98               | Domingo          | 5 de junio       | Eliminación Paula Eliminación Bárbara Eliminación Óscar Eliminación Aylén Eliminación Marco Reingresa Aylén Reingresa Marco | 22:39 - 00:24          | 21,1             | Segundo                      | [ 125 ]          |
| 14               | 99               | Lunes            | 6 de junio       | Sin competencias | 22:36 - 23:36          | 15,0             | Noveno                       | [ 126 ]          |
| 14               | 100              | Martes           | 7 de junio       | Elección Finalistas | 22:36 - 23:43          | 22,6             | Segundo                      | [ 127 ]          |
| 14               | 101              | Miércoles        | 8 de junio       | Competencia de ex | 22:37 - 23:47          | 22,6             | Segundo                      | [ 128 ]          |
| 14               | 102              | Jueves           | 9 de junio       | Sin competencias | 22:42 - 00:42          | 20,2             | Segundo                      | [ 129 ]          |
| 14               | 103              | Domingo          | 12 de junio      | Competencia individual | 22:37 - 00:21          | 19,8             | Segundo                      | [ 130 ]          |
| 14               | 104              | Lunes            | 13 de junio      | Asamblea extraordinaria | 22:39 - 23:51          | 21,4             | Primero                      | [ 131 ]          |
| 14               | 105              | Martes           | 14 de junio      | Nominación "Ex pareja inmune" Competencia de salvación                                                                      | 22:37 - 23:50          | 19,9             | Tercero                      | [ 132 ]          |
| 14               | 106              | Miércoles        | 15 de junio      | Sin competencias | 22:35 - 23:47          | 20,7             | Segundo                      | [ 133 ]          |
| 14               | 107              | Jueves           | 16 de junio      | «Voto del público» Eliminación                                                                                              | 22:36 - 00:38          | 22,1             | Primero                      | [ 134 ]          |
| 15               | 108              | Domingo          | 19 de junio      | Competencia de ex | 22:39 - 00:32          | 17,7             | Primero                      | [ 135 ]          |
| 15               | 109              | Lunes            | 20 de junio      | Sin competencias | 22:39 - 23:54          | 21,2             | Tercero                      | [ 136 ]          |
| 15               | 110              | Martes           | 21 de junio      | Competencia individual | 22:38 - 23:46          | 18,5             | Tercero                      | [ 137 ]          |
| 15               | 111              | Miércoles        | 22 de junio      | Sin competencias | 22:36 - 23:50          | 15,6             | Cuarto                       | [ 138 ]          |
| 15               | 112              | Jueves           | 23 de junio      | Asamblea extraordinaria | 22:38 - 00:44          | 19,8             | Segundo                      | [ 139 ]          |
| 15               | 113              | Domingo          | 26 de junio      | «Voto del público» Eliminación                                                                                              | 23:39 - 01:39          | 13,5             | Quinto                       | [ 140 ]          |
| 15               | 114              | Lunes            | 27 de junio      | Gran Final | 22:37 - 02:06          | 23,8             | Primero                      | [ 7 ]            |

     Episodio más visto.

     Episodio menos visto.